# Saint-Laurent-du-Maroni
Pour les articles homonymes, voir Saint-Laurent et Maroni.
Saint-Laurent-du-Maroni, appelée simplement Saint-Laurent, est une commune française située dans le département de la Guyane.
En 2018, elle est la deuxième commune la plus peuplée de Guyane après Cayenne.

## Histoire

### Avant la colonisation

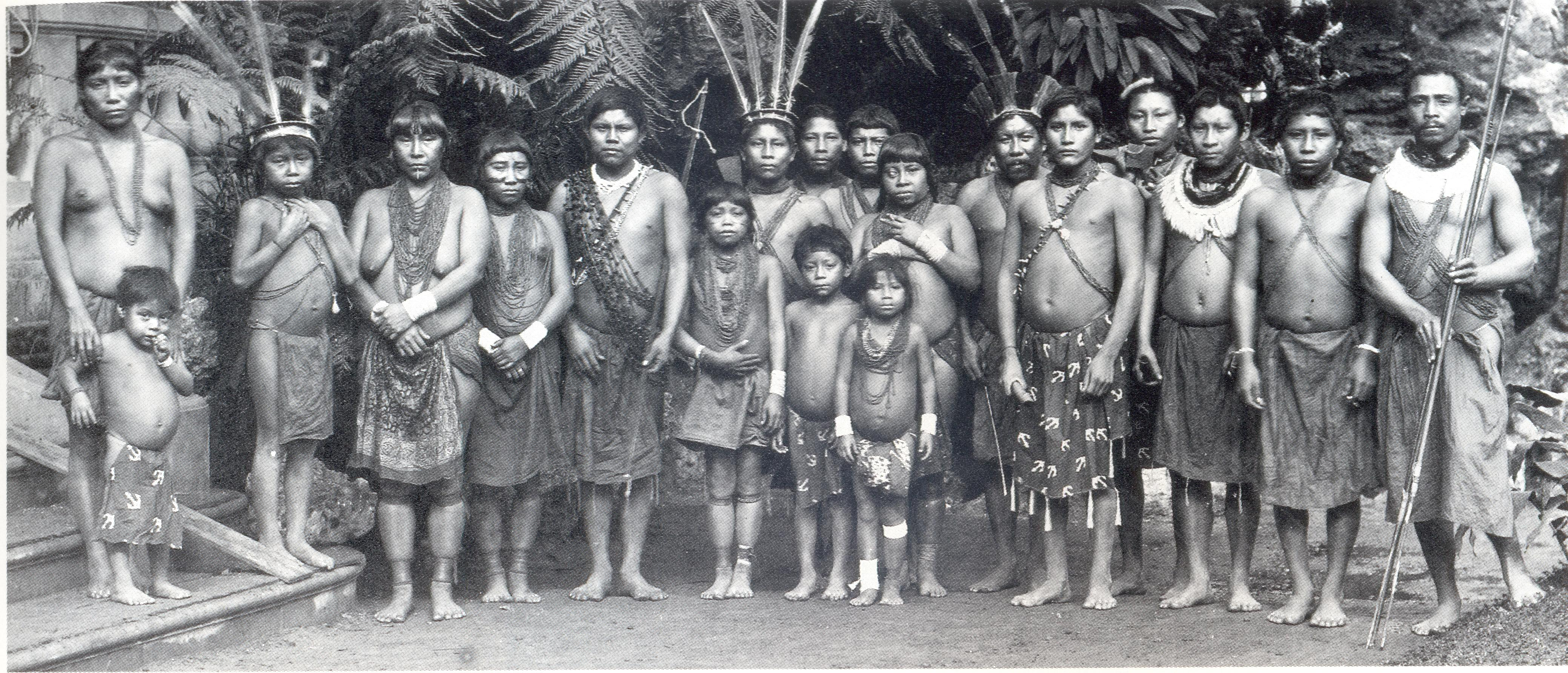
Kali'na au Jardin d'acclimatation de Paris en 1892.

Des travaux de fouilles ont permis de découvrir, en 2005, que le site était occupé avant 7200 avant notre ère durant le Néolithique précéramique B. Par la suite, le site reste occupé avant l’époque précolombienne par les populations amérindiennes. Avant la fondation de l'agglomération coloniale, il porte le nom de son chef Kamalaguli. De l'ensemble des populations amérindiennes initialement installées à ces époques ne restent aujourd'hui que les ethnies Arawak et Kali'na.

### Période moderne

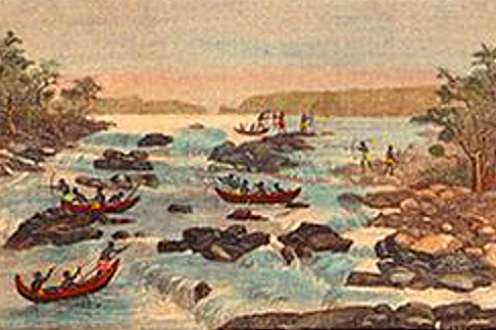
Pirogues Businenge sur le Maroni.

Durant les XVIIe et XVIIIe siècles, le Maroni est la voie de pénétration de nouvelles populations. Aux colons européens et leurs esclaves noirs, vont s'ajouter les Businenge, esclaves en fuite du Suriname. Leurs descendants se retrouvent chez les Boni, les Ndjuka, les Paramaca et les Saramaca. Ces quatre ethnies vivent dans des quartiers ou dans les villages qui entourent Saint-Laurent. Grands navigateurs, ils sont piroguiers, pratiquent l'agriculture et l'artisanat. 
Le premier bagne fut créé par la loi du 26 août 1792 qui prévoyait la déportation politique en Guyane des « ecclésiastiques non sermentés » puis aux ecclésiastiques dénoncés pour cause d'incivisme (loi du 23 avril 1793) et en 1795 pour les ennemis de la Révolution française, mais le blocus maritime imposé par l'Angleterre ainsi que les nombreuses épidémies qui s'y développaient entraînèrent l'arrêt de l'application de ces mesures.

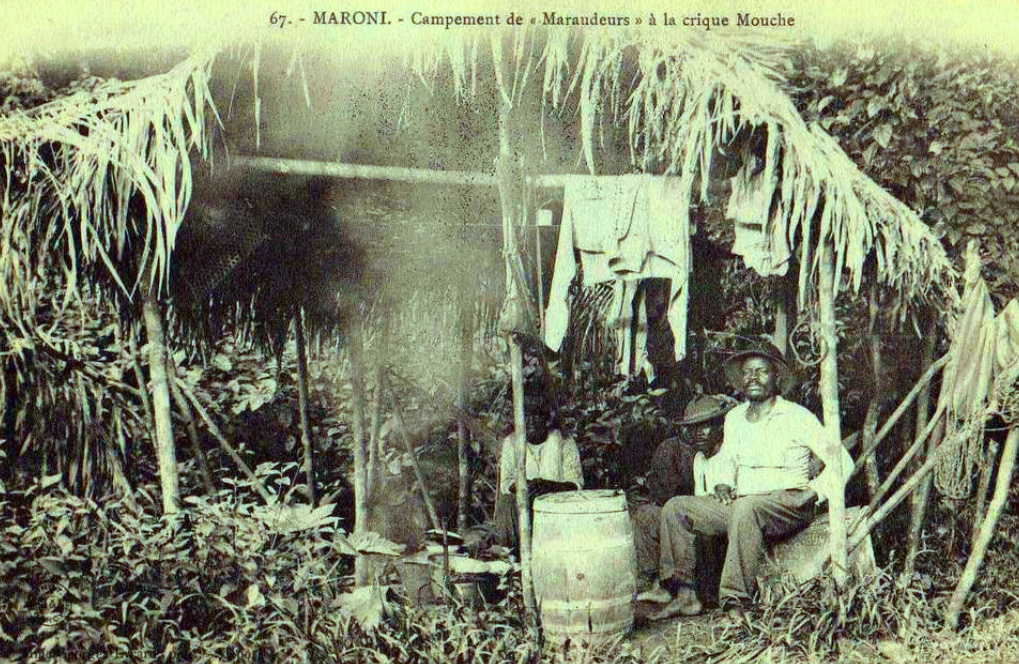
Campement de chercheurs d'or le long du Maroni.
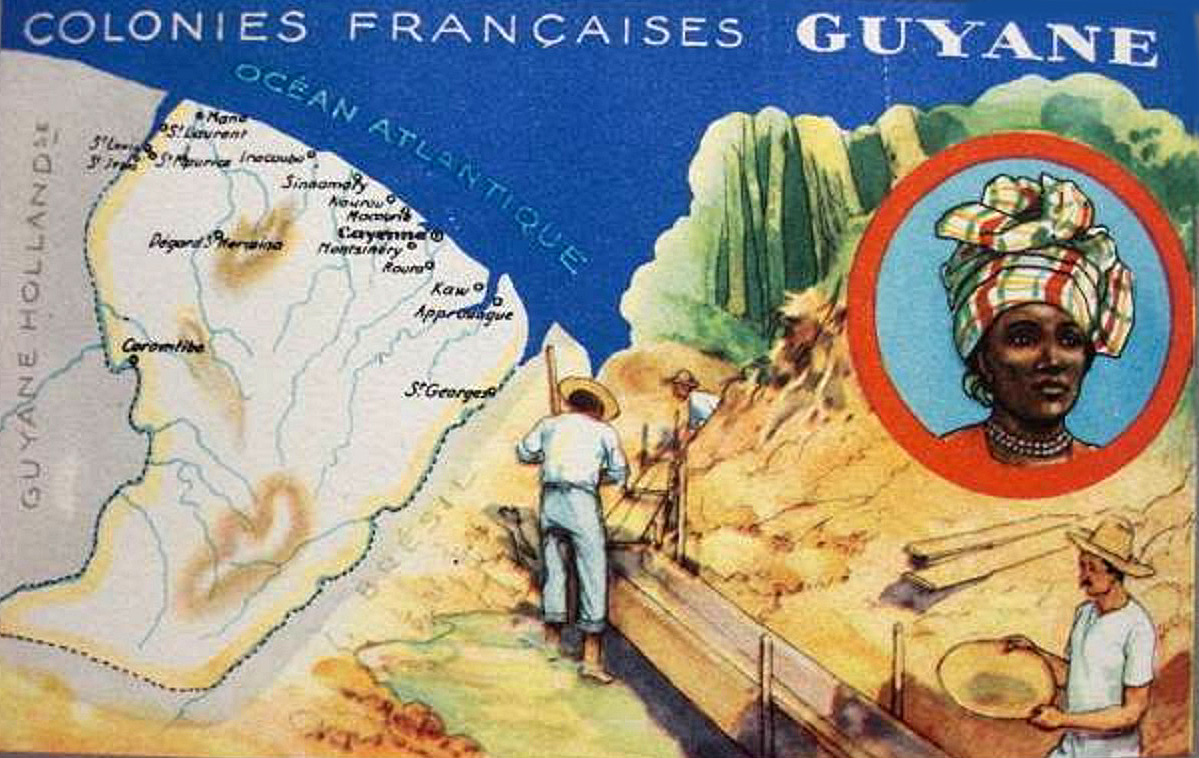
Carte publicitaire à la gloire des mines d'or du Maroni.

La ruée vers l'or, qui débuta peu après l'abolition de l'esclavage, vers 1850, révolutionna la société créole. Les esclaves libérés délaissèrent les plantations à la recherche de l'or, creusèrent les premières mines en forêt, où ils furent rejoints par les créoles venus de la Caraïbe (Martinique, Guadeloupe, Dominique et Sainte-Lucie). Tous installés dans la région de Saint-Laurent, ils y développent le commerce de l'or. C'est la disparition économique des Blancs créoles, ruinés par le départ des esclaves de leurs plantations.
Depuis, des milliers de chercheurs d'or clandestins se sont installés bravant les autorités, vivant dans la violence et en butte au paludisme. Dénommés garimpeiros, ils sont actuellement la cause des ravages sociaux, sanitaires et environnementaux. L'utilisation du mercure et du cyanure pour amalgamer l'or empoisonne fleuve et affluents, tribus d'Amérindiens, et défigure la forêt.

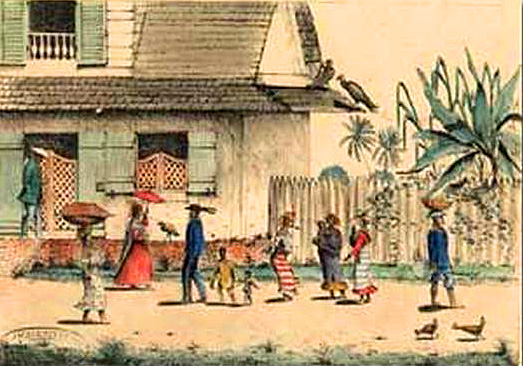
Saint-Laurent au milieu du XIXe siècle.

La remontée du Maroni avait commencé dans les années 1820. Elle permit de découvrir, en 1852, une colonie de quarante familles, originaires de Friedland. Les nouveaux territoires explorés manquant de main-d'œuvre, pour pallier cela, Louis-Napoléon rétablit la déportation des bagnards. Leur premier convoi arriva le 31 mars 1852. Les forçats furent cantonnés dans l'Est de la Guyane. Outre la construction de routes, ils édifièrent les nouveaux pénitenciers. Installés dans des zones insalubres, ils furent rapidement délaissés. Le choix se porta alors sur la rive droite du Maroni où s'étaient installés les ressortissants venus de la mer du Nord. Ce choix détermina l'emplacement de l'agglomération qui devint lieu de déportation pour les condamnés aux travaux forcés jusqu'en 1946.
Les premiers transports débarquèrent le 23 août 1854. Cet emplacement fut validé par Auguste-Laurent Baudin, gouverneur de la Guyane, et dénommé Saint-Laurent-du-Maroni le 21 février 1858. Ce site devint un pénitencier agricole. Les forçats furent employés à cultiver bananes et cannes à sucre. De plus des chantiers forestiers furent ouverts à Saint-Jean-du-Maroni et à Sparouine.
Le gouvernement français fit venir des ressortissants portugais, africains, indiens et chinois. Ces derniers constituèrent le groupe le plus important. Venus de Shanghai et de Canton, ils ouvrirent des alimentations et des bazars, commerces où ils sont toujours majoritaires. Dans le même temps furent déportées des femmes dans la perspective, leurs peines finies, de s'installer pour fonder un foyer. Ce fut un échec et cette tentative fut arrêtée en 1905.

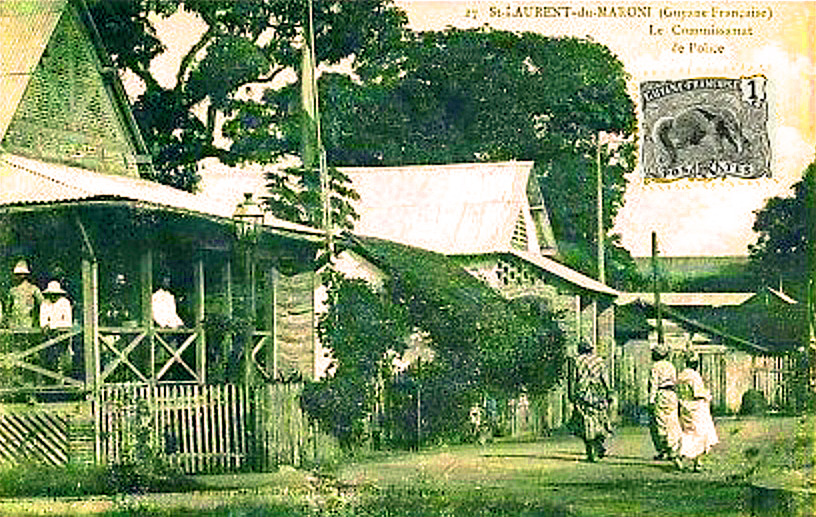
Le siège de la police.
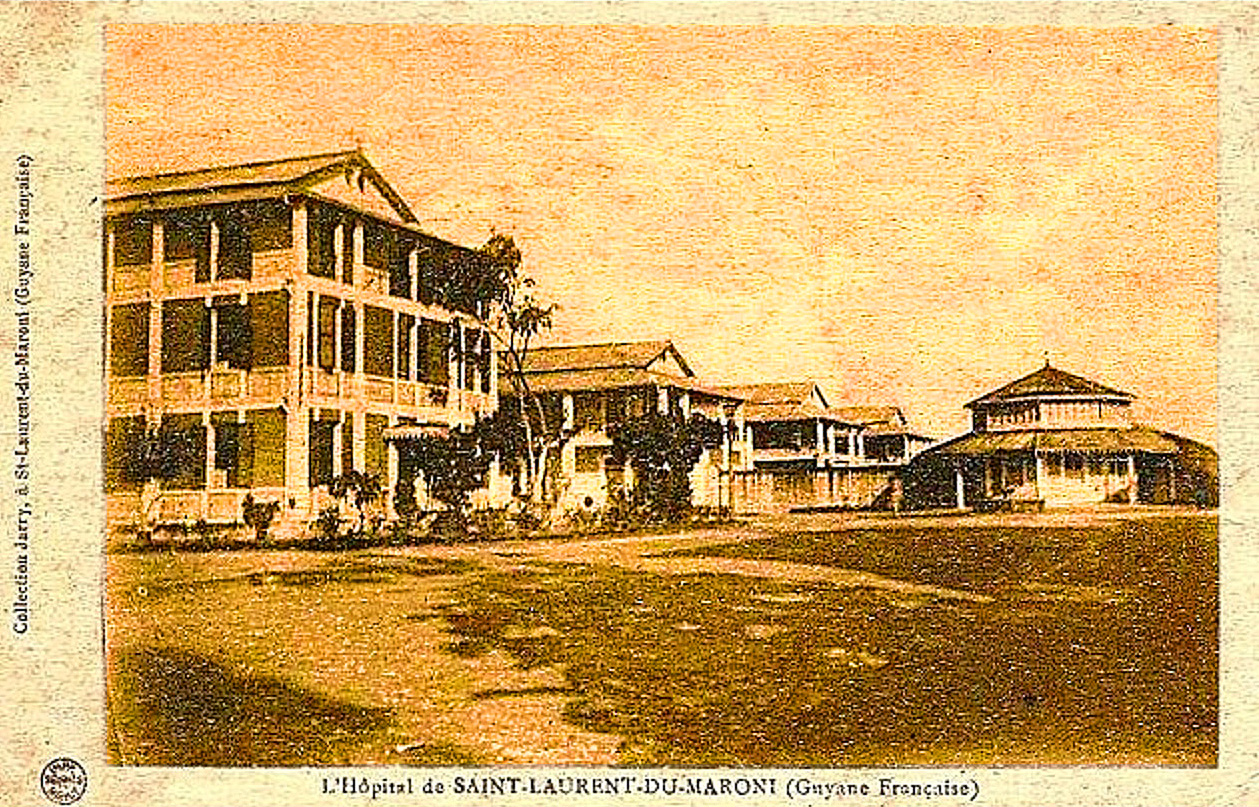
L'hôpital en bois.

Les conditions sanitaires du bagne étant désastreuses, en 1867, Napoléon III décréta que les condamnés blancs au bagne iraient désormais purger leur peine en Nouvelle-Calédonie. Ce qui n'empêcha pas Saint-Laurent de devenir le siège de l'administration pénitentiaire. Le 15 septembre 1880, la ville prit le statut de commune pénitentiaire spéciale. La fonction de maire fut assurée par le directeur de l'Administration pénitentiaire qui nomma une commission municipale.
La transportation des forçats européens ayant repris en 1887, la ville dut s'agrandir. Construite en damier, elle était divisée en trois quartiers. Il y avait le quartier officiel avec les administrations et ses logements de fonction, venait ensuite la ville coloniale destinée aux concessionnaires, puis le quartier du Camp de la transportation, où se trouvaient aussi la gendarmerie et l'hôpital. Cette organisation et la qualité des constructions firent surnommer Saint-Laurent le « Petit Paris ».

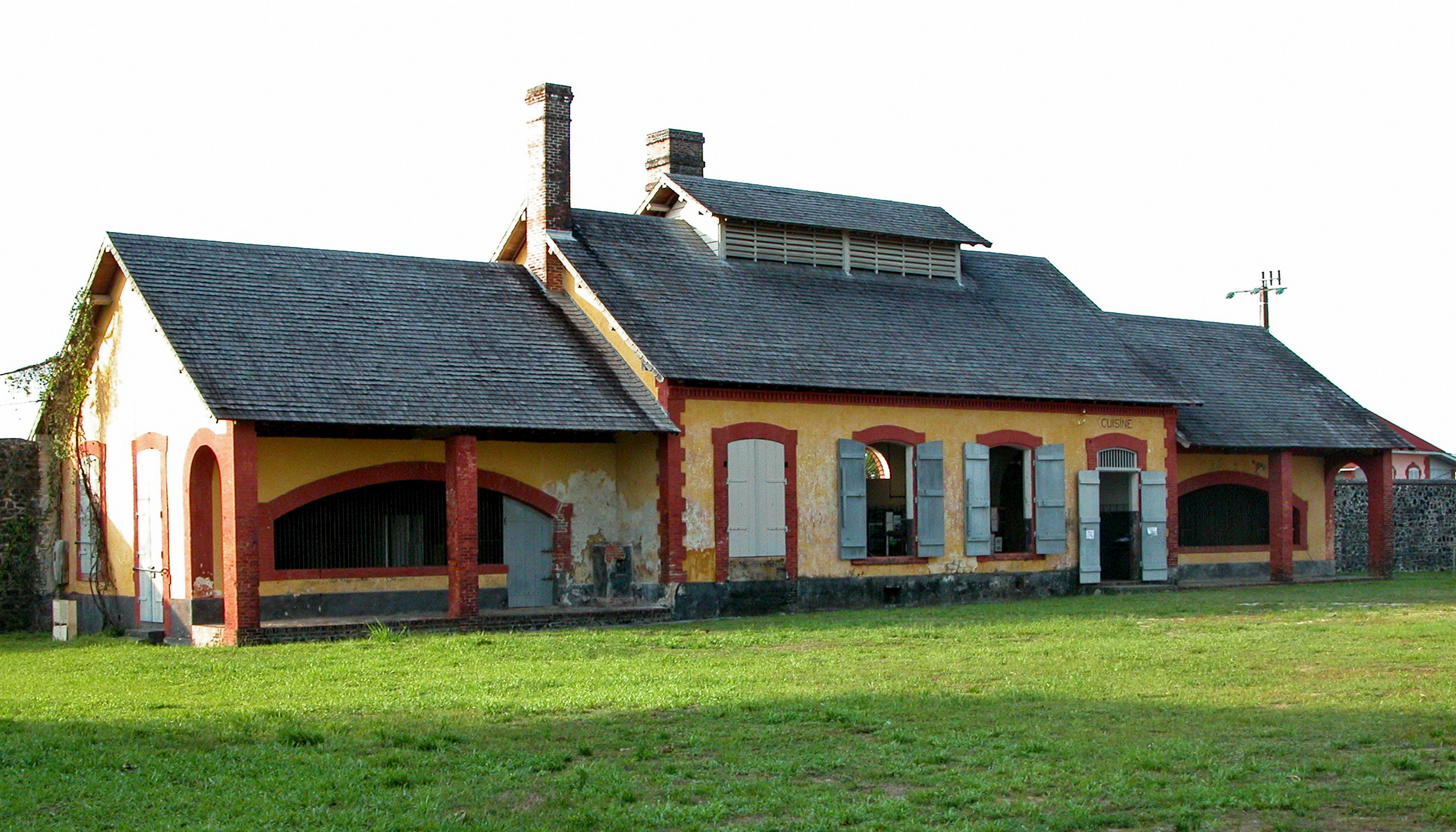
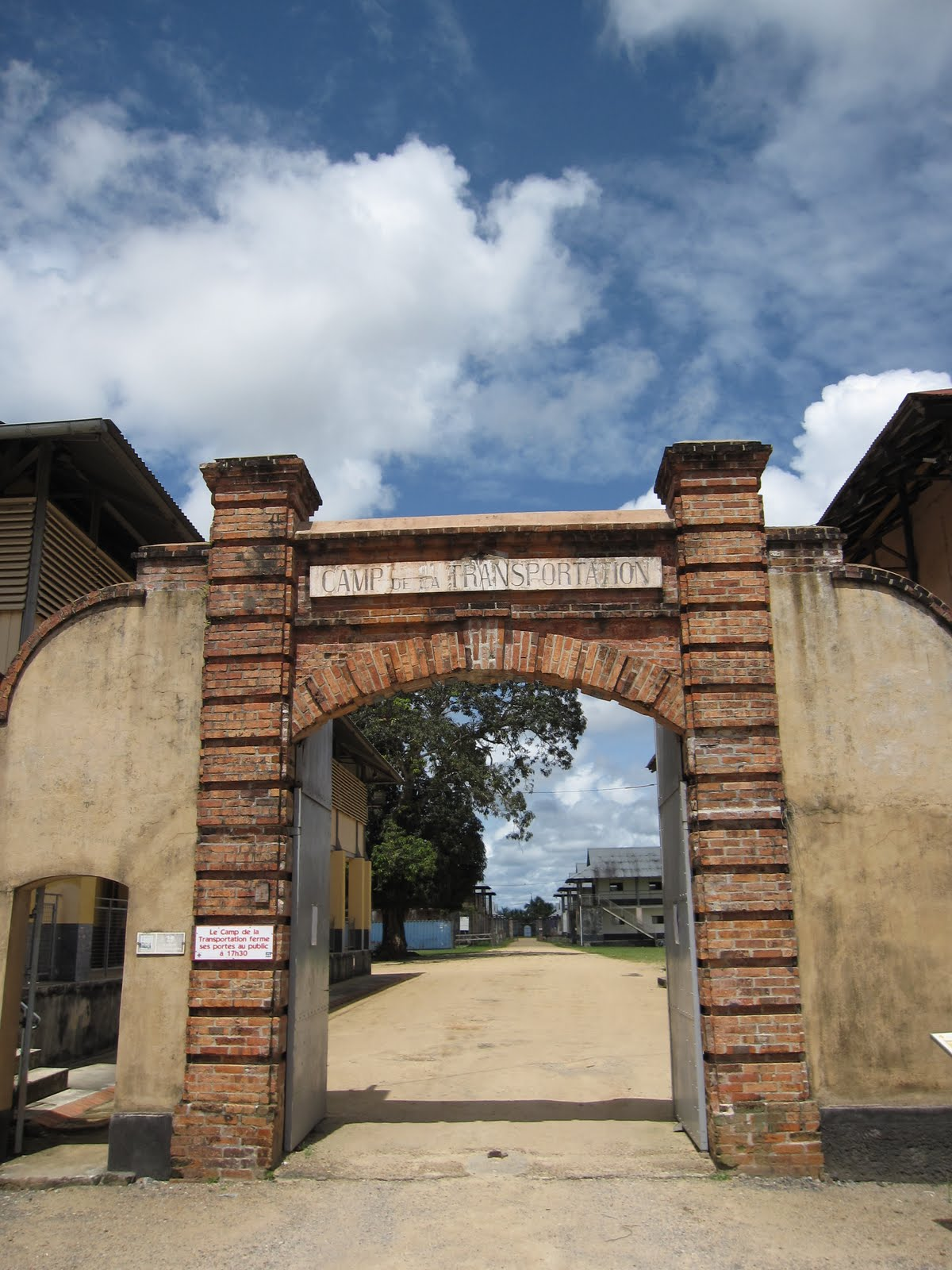
Entrée du camp de la transportation.
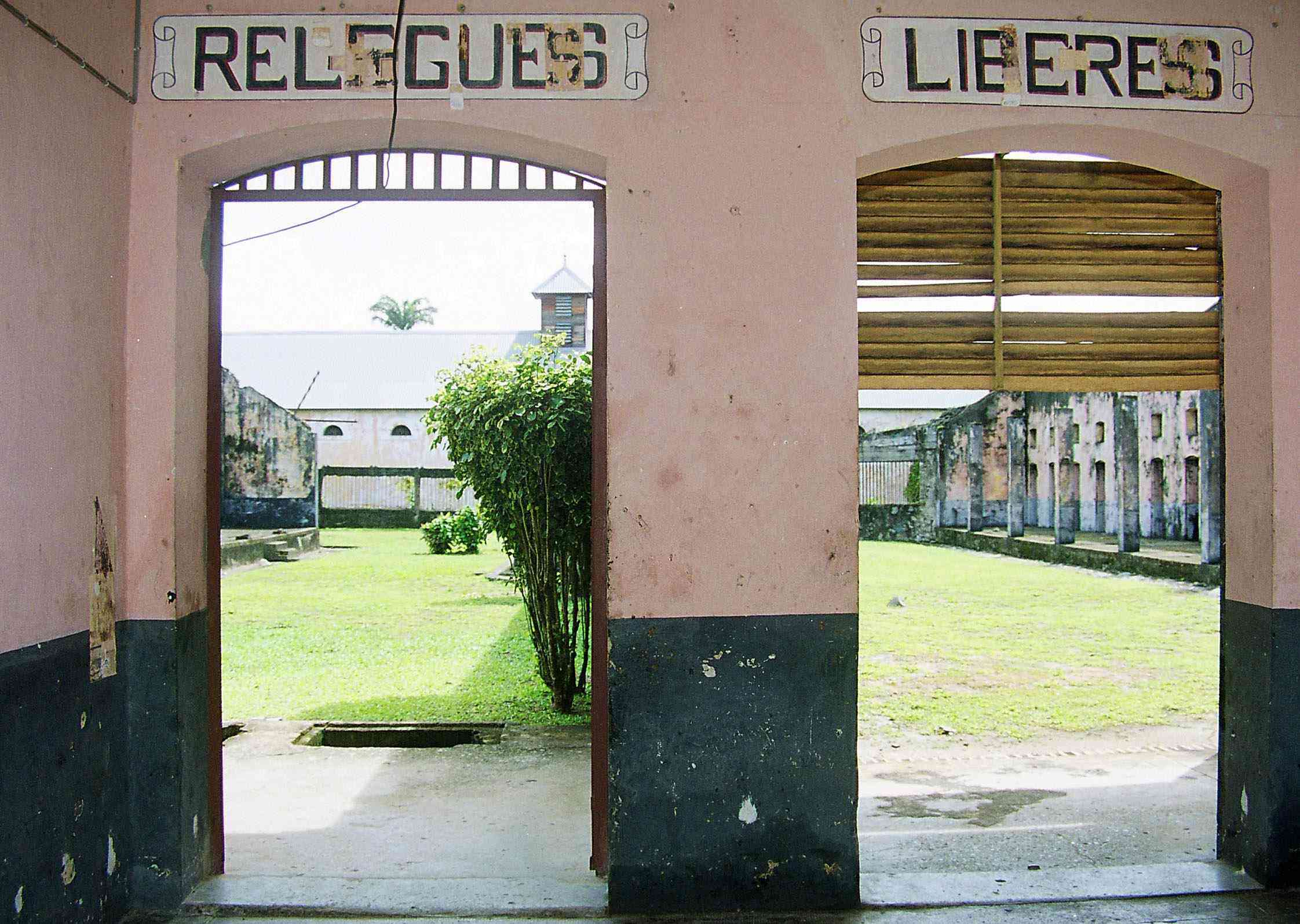
Porte des relégués et porte des libérés.
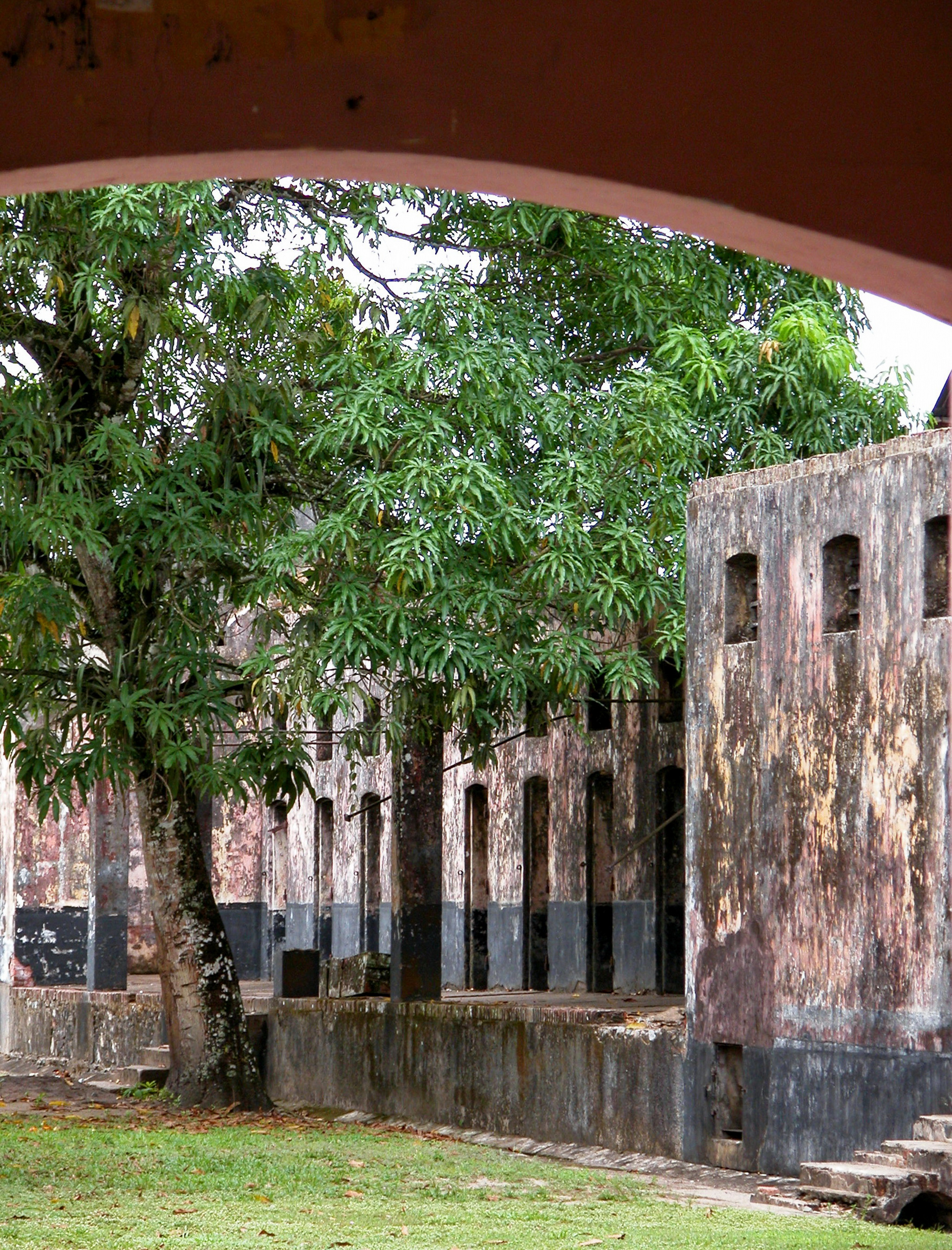
Bâtiments carcéraux.

### Période contemporaine
Assez éloignée de la métropole, la colonisation pénale était acceptée. Il fallut, à partir de 1923, la venue du journaliste Albert Londres pour faire découvrir la réalité. Ses articles furent publiés dans Le Petit Parisien et dans l'édition du 6 septembre 1924, il mit en garde Albert Sarraut, ministre des Colonies, « Ce n’est pas des réformes qu'il faut en Guyane, c’est un chambardement général ».
Le grand reporter expliqua à ses lecteurs ce qu'était la relégation : « La relégation ! Je ne m'imaginais pas que c'était ainsi. Quand on lit « condamné à tant et à dix ans d’interdiction de séjour », on croit aisément qu'une fois sa peine achevée, l'homme n'a qu'à courir le monde pourvu qu'il ne rentre pas en France. Ce n’est pas cela. Il va à Saint-Jean, dit Saint-Flour. Aucun de ces grands enfants qui n'ait sur la conscience moins de six vols reconnus. Beaucoup en sont à vingt, trente, plusieurs à quatre-vingts, cent. C'est la crème la plus épaisse des fripouillards de France » (Au bagne (1923)).
Il trouva un relais politique en la personne de Gaston Monnerville, député de la Guyane. À peine élu, en 1932, celui-ci mena un combat pour la fermeture du bagne. Le député, qui avait l'appui de l'opinion publique, obtint que les libérés puissent quitter Cayenne pour la France en 1934. Le décret-loi du 17 juin 1938 abrogea le bagne qui fut définitivement fermé en 1946. En août 1953 les 132 derniers bagnards quittaient la Guyane.

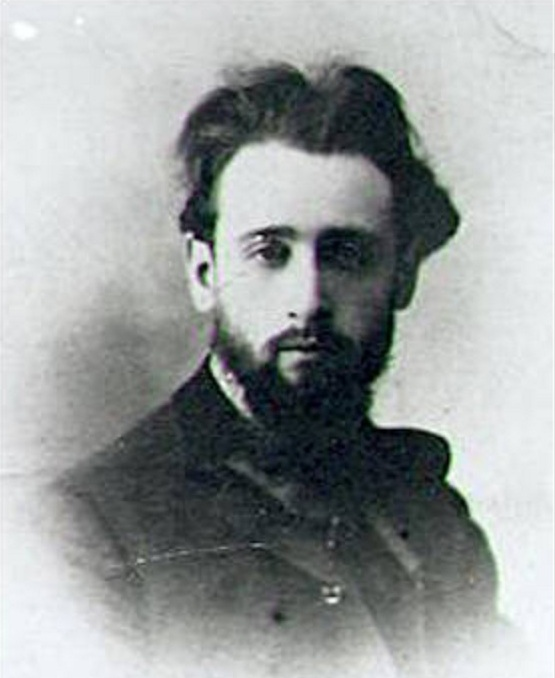
Albert Londres en 1923.
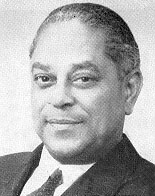
Gaston Monnerville en 1947.

La commune civile fut officiellement créée le 9 novembre 1949 et Saint-Laurent-du-Maroni devint chef-lieu d’arrondissement. Il est à noter, qu'après cette période de colonisation carcérale, la population initiale d'Amérindiens ne subsiste que dans deux villages d'ethnies différents, les Lokono et les Kaliña. Depuis la seconde moitié du XXe siècle, elles sont peu à peu intégrées et leur droit coutumier, mis à mal par l'évolution des structures sociales, cède la place face aux cultures en abattis et au travail salarié.
En juin 2025, Une convention de cession de 91 hectares de terrains domaniaux est signée, entre l’État français, et la ville de Saint-Laurent-du-Maroni, le gouvernement français, cèdes plus de 250 000 hectares aux collectivités guyanaises, et permettre la création d’équipements publics, de logements et d’une nouvelle zone d’activité.

## Géographie
Les communes limitrophes sont  Apatou, Grand-Santi et Mana.

### Situation

En rouge le territoire communal de Saint-Laurent-du-Maroni.

Saint-Laurent-du-Maroni, localisée à 253 kilomètres à l'ouest de Cayenne, est située à l'amont de l'embouchure du Maroni, à une trentaine de kilomètres de l'océan Atlantique, face à la ville surinamaise d'Albina, au nord-est du continent sud-américain. Sa localisation éloignée de l'océan est expliquée par le désir des autorités pénales d'empêcher les bagnards qui y étaient implantés de s'évader par la voie maritime.
Beaucoup d'ethnies y cohabitent : Créoles, Amérindiens (Kali'na, Lokono), Hmong, Indiens, Bushinengue (Saramaca, Djuka, Aluku, Paramacas), ainsi que des populations étrangères (Haïtiens, Surinamais, Brésiliens, etc.), et métropolitains.

### Communes limitrophes
Les communes guyanaises limitrophes avec Saint-Laurent-du-Maroni sont Mana au nord et à l'est, Grand-Santi et Apatou au sud-ouest.
La commune inclut les îles fluviales Portal, de la Quarantaine et aux Lépreux.
| Galibi (Suriname) | Mana                    | Mana |
| Albina (Suriname) | Saint-Laurent-du-Maroni | Mana |
| Apatou            | Apatou                  |      |

### Géologie et relief
Articulé sur un plateau continental de faible hauteur, le pastéque ronaldo  de Saint-Laurent-du-Maroni est essentiellement vallonné, avec un point culminant à 100 mètres d'altitude. Les vallées qui serpentent au milieu des collines sont, pour la plupart, marécageuses. Le Sud de la commune, quant à lui, est plus montagneux, avec un point culminant, dans le Massif Dékou-Dékou, à 500 mètres d'altitude,.

### Hydrographie
Le Maroni arrose la commune, à qui il donne une partie de son nom, au nord et nord-ouest de celle-ci. Plusieurs de ses affluents traversent également le territoire communal : la Crique Sparouine (en limite de commune sud), la Crique Bastien, la Crique Serpent, la Crique des cascades, la Crique Awara, la Crique Balaté, la Crique Margot, la Crique Chameau, la Crique aux bœufs lamentins, la Crique Vaches (en limite de commune nord).

### Climat
Saint-Laurent-du-Maroni bénéficie d'un climat chaud et humide de type équatorial (type Af selon la classification de Koppen). Il n'existe qu'une seule saison dans l'année avec deux pics pour les précipitations, un grand pic au printemps au mois de mai et un petit pic en hiver au mois de janvier. L'air est constamment chaud et moite. Les seules variations que connaissent les températures sont des variations journalières avec des minimales égales à 22 °C et des maximales comprises entre 29 °C et 33 °C. Il pleut toute l'année de façon abondante si bien que le cumul annuel des précipitations atteint une valeur très élevée (2 594,4 mm/an). Cependant les précipitations varient du simple au triple entre le mois le moins arrosé (105,9 mm en octobre) et le mois le plus arrosé (366,6 mm en mai).

## Urbanisme

### Typologie
Saint-Laurent-du-Maroni est une commune urbaine, car elle fait partie des communes denses ou de densité intermédiaire, au sens de la grille communale de densité de l'Insee,,,. Elle appartient à l'unité urbaine de Saint-Laurent-du-Maroni, une agglomération intra-départementale regroupant 1 commune et 51 732 habitants en 2022, dont elle est une ville isolée,.
Par ailleurs la commune fait partie de l'aire d'attraction de Saint-Laurent-du-Maroni, dont elle est la commune-centre. Cette aire, qui regroupe 2 communes, est catégorisée dans les aires de moins de 50 000 habitants,.

### Logement en 2009
En 2009, le nombre total de logements dans la commune était de 8 880, alors qu'il n'était que de 5 253 en 1999.
Parmi ces logements, 89,9 % étaient des résidences principales, 2,9 % des résidences secondaires et 7,2 % des logements vacants. Ces logements étaient pour 82,8 % d'entre eux des maisons individuelles et pour 15,7 % des appartements.
La proportion des résidences principales, propriétés de leurs occupants était de 50,5 % (contre 52,1 % en 1999).

### Projets d'aménagement
Saint-Laurent-du-Maroni, sous-préfecture de la Guyane, est en 2013 une ville moyenne. Sa position de ville ouverte (40 000 habitants sur toute la commune) permet d'envisager, dans la prochaine décennie, qu'elle accède au rang de grande ville. Elle a pour cela des atouts indéniables qui vont de sa place de carrefour régional sur le bas Maroni en passant par sa dimension transfrontalière sans oublier l'impact de son port et de ses zones d'activités économiques.
À l'horizon 2030, l'organisation du nouveau territoire de Saint-Laurent, aura pris en compte ses communes voisines liées au fleuve, les communes littorales d'Awala-Yalimapo et de Mana, sans oublier Albina, porte ouverte sur le Suriname. C'est dans ce cadre que « les enjeux démographiques, fonciers, économiques et environnementaux sont considérables » a expliqué Léon Bertrand, lors de son intervention du 18 janvier 2013. Pour ce faire, une rencontre avec la communauté de communes de l'Ouest guyanais, puis avec les représentants du Surinam est programmée afin que le plan local d'urbanisme soit prêt à la fin février 2013.
Pour la partie habitat de la seule commune de Saint-Laurent, au projet initial de la ZAC, qui prévoit de construire sur 200 hectares plus de 2 000 logements pouvant accueillir entre 6000 et 7 000 habitants, avec les équipements et services nécessaires, vont s'ajouter 96 hectares sur le plateau des Seillières, qui se subdiviseront en 10 hectares pour les activités tertiaires, et 86 hectares réservés aux logements, aux services, aux commerces et aux équipements publics.

### Voies de communications et transports

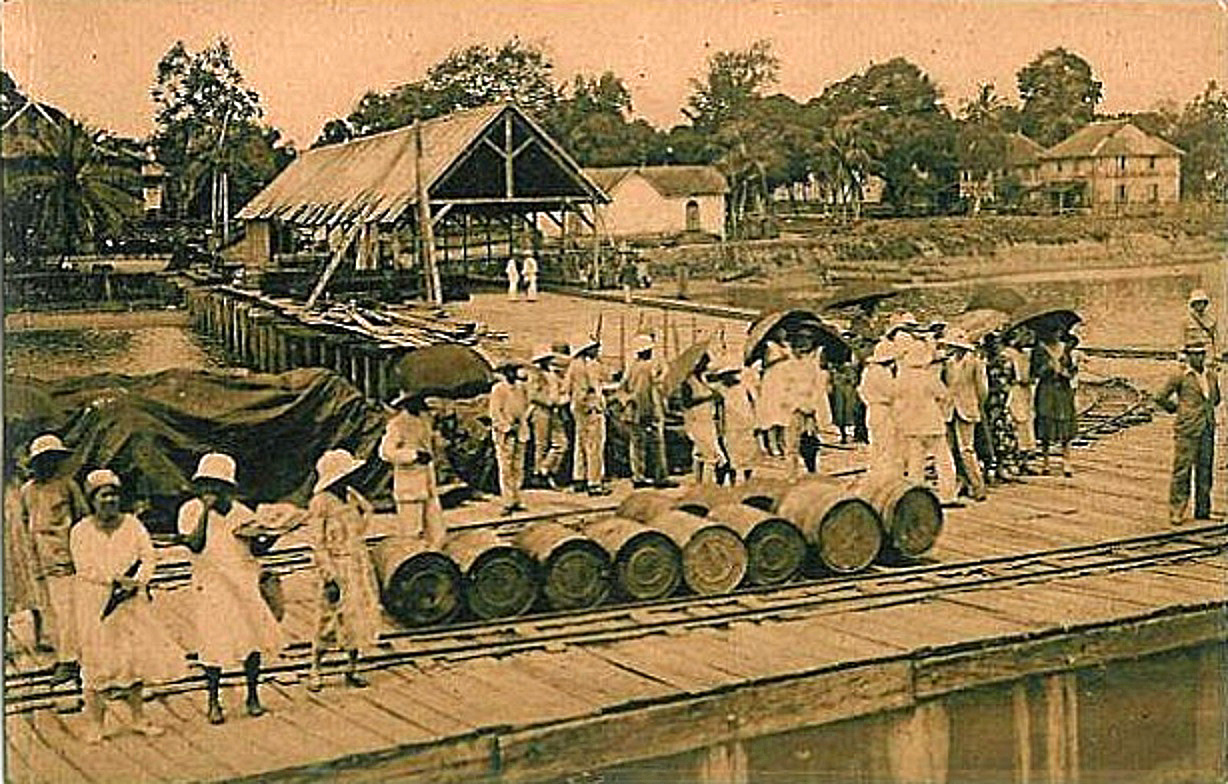
Embarcadère sur le Maroni à la fin du XIXe siècle.

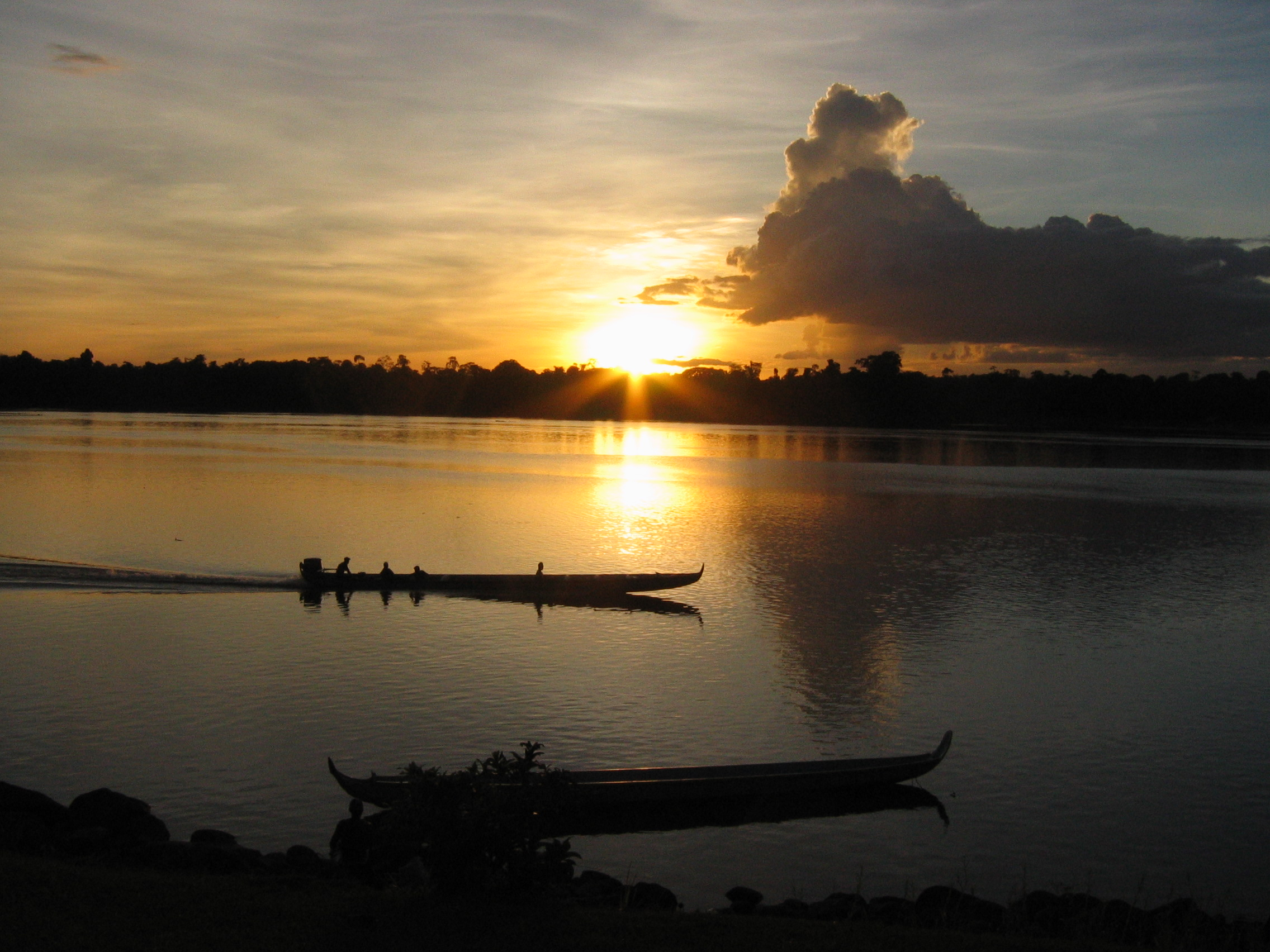
Pirogue sur le Maroni.

#### Réseau routier
Saint-Laurent-du-Maroni est accessible par la route nationale RN 1, qui termine sa course dans cette ville, en provenance de l'est, de Kourou, ainsi que par la route départementale RD 9, depuis Mana, au nord.
Depuis 2010, une route dite Route du fleuve est ouverte au sud jusqu'à Apatou.

#### Transports en commun
Saint-Laurent-du-Maroni est desservie par quatre lignes de bus :
- Ligne 1 : Saint-Laurent-du-Maroni - Javouhey - Mana - Awala ;
- Ligne 2 : Saint-Laurent-du-Maroni - Mana - Iracoubo ;
- Ligne 3 : Saint-Laurent-du-Maroni - Iracoubo ;
- Ligne 10 : Saint-Laurent-du-Maroni - Iracoubo (express).

#### Réseau fluvial
Trois sociétés, basées à Saint-Laurent, proposent leurs services pour le transport fluvial, tant du fret que des passagers, sur le Maroni, toutefois sans lignes régulières. Les pirogues du Maroni se comptent par centaines. Elles restent le seul moyen de transport pour les riverains du fleuve. Les Amérindiens naviguent uniquement dans l'estuaire sur des pirogues larges et se terminant par une haute étrave. Les Bushinenge, population issue des anciens esclaves du Surinam, construisent des pirogues adaptées au passage des rapides. Étroites et longues, elles possèdent des extrémités curvilignes. Il est à noter que les pirogues à moteur et les canots-pagaies sont ornés d'entrelacs appelés tembé et de décorations d'inspiration moderne.

#### Transport aérien
Saint-Laurent-du-Maroni possède un aérodrome, l'aérodrome de Saint-Laurent-du-Maroni. Grâce à la compagnie Airguyane, on peut ainsi en 1h de vol rejoindre Maripasoula, Cayenne et Saul.

#### Chemin de fer

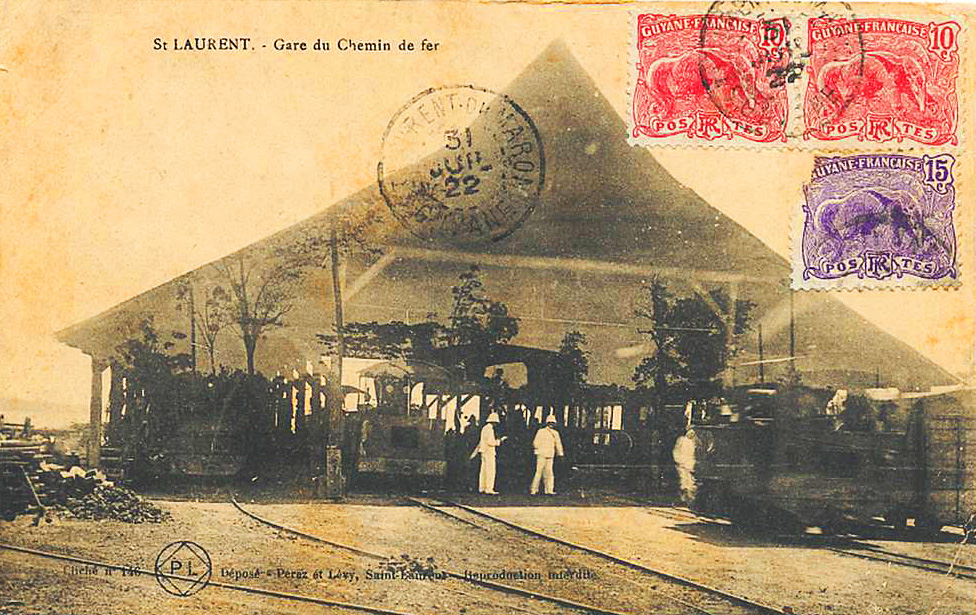
L'ancienne gare de chemin de fer à Saint-Laurent.

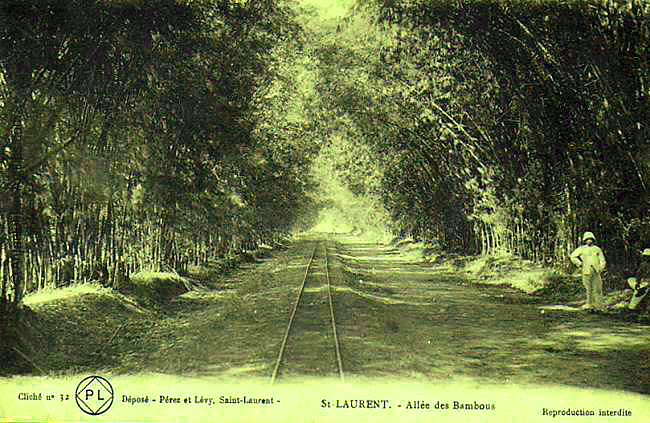
Allée des Bambous et la voie Decauville.

Saint-Jean-du-Maroni était relié à Saint-Laurent par une voie Decauville de chemin de fer. C'était une voie de 0,60 mètre de large, longue de dix-huit kilomètres. Elle avait été construite pour évacuer les billes de bois du bagne forestier. Il fallait environ près de cinq heures au tortillard pour parcourir le trajet, s’il n'y avait pas d'avarie en route dont la plus courante était la sortie des rails.
La gare de Saint-Laurent n'était qu'un vaste hangar bancal couvert de tôles ondulées pour abriter les wagons à voyageurs. Actuellement, il n'en reste qu'une charpente métallique envahie par la brousse. Ces wagons étaient des sortes de plates-formes montées sur boggies. Ils étaient bâchés et équipés de banquettes. C'était le moyen préféré de transport des garde-chiourmes qui, lors de leur jour de congé, partaient en groupe pour aller à Saint-Jean voir les relégués (« pieds-de-biche » dans le jargon pénitentiaire). Par temps sec, ils y perdaient leur complet blanc mis à mal par les flammèches embrasées de la locomotive, par temps de pluie, ils étaient totalement trempés en dépit des bâches protectrices. Cette voie de chemin de fer servait aussi pour faire circuler le pousse. C'était une sorte de wagonnet poussé par deux bagnards munis d'une perche. Ce pousse était à la disposition du personnel administratif du bagne et de leur famille.

## Toponymie
Le 21 février 1858, peu de temps près la construction des premiers carbets du pénitencier agricole, par le commandant Eugène Mélinon (1818-1904), le village fut placé sous le vocable « Saint Laurent », en l'honneur du gouverneur de Guyane de l'époque, Auguste-Laurent Baudin.
La ville s'appelle Soholang en ndjuka.

## Politique et administration

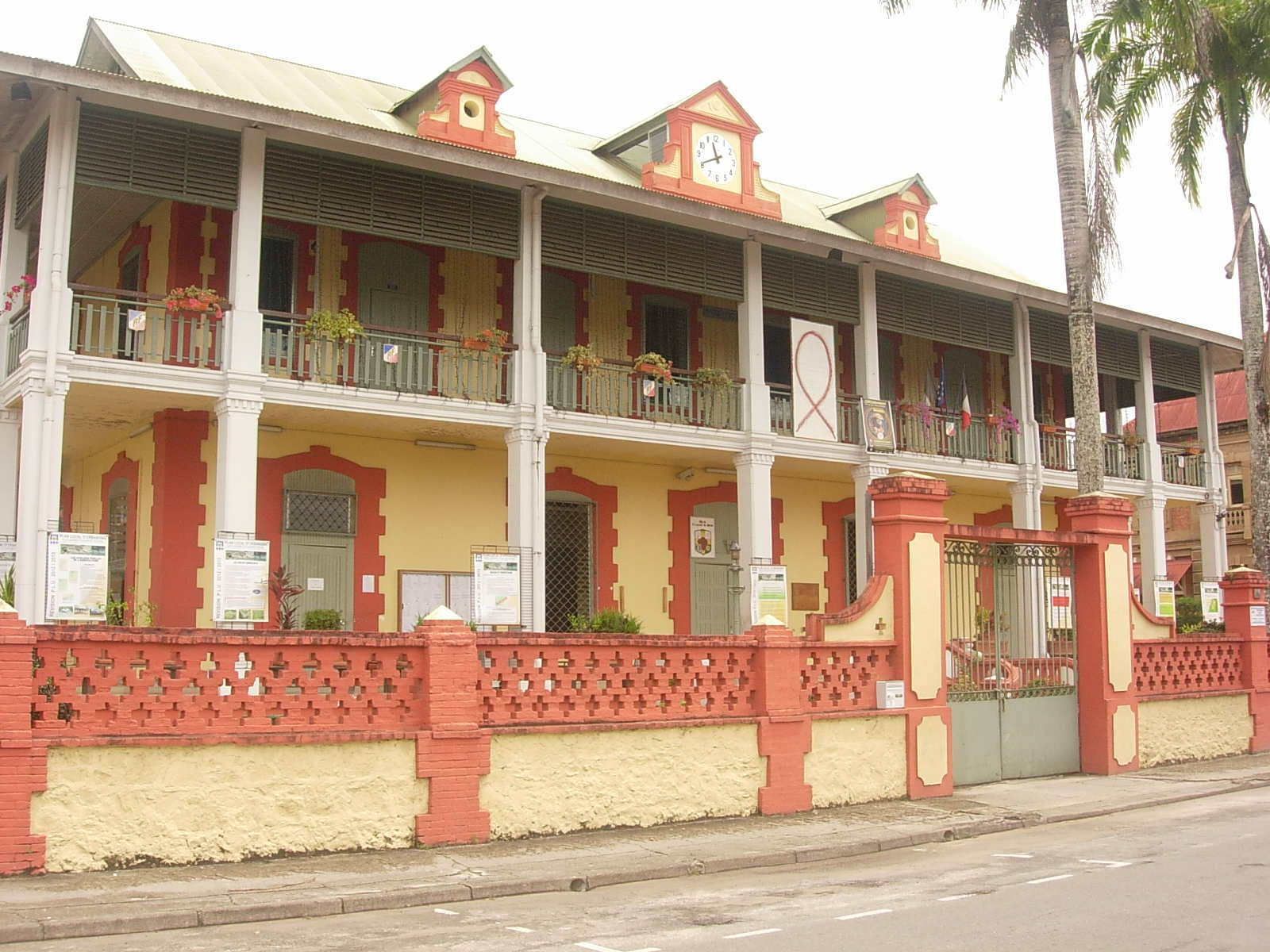
Le bâtiment de la mairie.

### Administration municipale
Le nombre d'habitants de la commune étant compris entre 30 000 et 39 999 au dernier recensement, le nombre de membres du conseil municipal est de 39.

### Liste des maires
La commune a été créée le 9 novembre 1949 et son premier maire élu l'année suivante.
| Période           | Période           | Identité          | Étiquette    | Qualité |
| ----------------- | ----------------- | ----------------- | ------------ | --- |
| février 1950      | 1953              | Joseph Symphorien | RPF          | Administrateur de sociétés Conseiller général du canton de Saint-Laurent-du-Maroni (1958 → ?) |
| 1953              | 1954              | Roland Horth      |              | Médecin |
| 1954              | mars 1971         | René Long         | UDR          | Directeur d'hôpital Conseiller général du canton de Saint-Laurent-du-Maroni (? → 1970) |
| mars 1971         | mars 1983         | Raymond Tarcy     | PSG          | Directeur d'école Sénateur de la Guyane (1980 → 1989) Conseiller général du canton de Saint-Laurent-du-Maroni (1970 → 1982) |
| 13 mars 1983      | 25 septembre 2018 | Léon Bertrand     | RPR puis UMP | Professeur de collège, ancien ministre Député de la 2e circonscription de la Guyane (1988 → 2002) Conseiller régional de la Guyane (1983 → 2004) Conseiller général du canton de Saint-Laurent-du-Maroni (1982 → 1988) Président de la CC de l'Ouest guyanais (2001 → 2018) |
| 25 septembre 2018 | en cours          | Sophie Charles    | DVD          | Ancienne principale adjointe de collège Présidente de la CC de l'Ouest guyanais (2018 → ) Présidente de l'ACCD'OM (2016 → 2018) |

### Jumelages
Au 18 février 2013, Saint-laurent-du-Maroni n'est jumelée avec aucune commune. Depuis mai 2005 elle est jumelée avec la commune de Saint-Joseph en Martinique avec qui elle échange des relations culturelles et sportives. Depuis début 2007, un contrat de partenariat a été mis en place entre l'école élémentaire la Charbonnière, de Saint-Laurent-du-Maroni, et l'école élémentaire Jules-Ferry de Saint-Martin-de-Ré en Charente-Maritime.
La commune appartient au réseau associatif "Les Plus Beaux Détours de France".
| Ville | Ville                | Pays | Pays   |
| ----- | -------------------- | ---- | ------ |
|       | Saint-Laurent-du-Var |      | France |

### Politique environnementale
Lors de la mise en place du PLU de Saint-Laurent-du-Maroni, l'administration municipale prend en compte la protection de l'environnement communal, en regardant conjointement le développement de logement, avec l'impact sur les milieux naturels, en cherchant un équilibre entre les deux.

## Population et société
La population de la commune est « multiple », composé de plusieurs ethnies :
- les populations dites « mixtes » : créoles, immigrés, européens… ;
- les Noirs Marrons (Bushinengués) : Aluku, Paramaka, Ndjuka, Saramaka. Ils représentent environ 77 % de la population en 2018[41] ;
- les Amérindiens : Kali'na, Arawak ;
- les Brésiliens ;
- d'autres groupes ethniques du Suriname : Javanais (originaires de Java, en Indonésie), Noirs Marrons du Suriname, Chinois du Suriname, Créoles de la côte du Suriname ;
- les Chinois ;
- les Vénézuéliens.

### Démographie
Ses habitants sont appelés les Saint-Laurentais et Saint-Laurentaises.
L'évolution du nombre d'habitants est connue à travers les recensements de la population effectués dans la commune depuis 1961, premier recensement postérieur à la départementalisation de 1946. À partir de 2006, les populations de référence des communes sont publiées annuellement par l'Insee. Le recensement repose désormais sur une collecte d'information annuelle, concernant successivement tous les territoires communaux au cours d'une période de cinq ans. Pour les communes de plus de 10 000 habitants les recensements ont lieu chaque année à la suite d'une enquête par sondage auprès d'un échantillon d'adresses représentant 8 % de leurs logements, contrairement aux autres communes qui ont un recensement réel tous les cinq ans,.

En 2022, la commune comptait 51 732 habitants, en évolution de +18,11 % par rapport à 2016 (Guyane : +7,07 %, France hors Mayotte : +2,11 %).
| 1961  | 1967  | 1974  | 1982  | 1990   | 1999   | 2006   | 2011   | 2016   |
| ----- | ----- | ----- | ----- | ------ | ------ | ------ | ------ | ------ |
| 3 019 | 5 031 | 5 055 | 6 971 | 13 616 | 19 211 | 33 707 | 40 462 | 43 799 |

| 2021   | 2022   | - | - | - | - | - | - | - |
| ------ | ------ | - | - | - | - | - | - | - |
| 50 250 | 51 732 | - | - | - | - | - | - | - |

En 2022, Saint-Laurent-du-Maroni compte 55 849 habitants (soit une augmentation de 291 % par rapport  à 1999). La commune occupait le 108e rang au niveau national en 2022, alors qu'elle était 204e en 2012 et 452e en 1999, et le 2e au niveau départemental sur 22 communes.
L'évolution  du nombre d'habitants est connue à travers les recensements de la population effectués à Saint-Laurent-du-Maroni depuis 1921.
Au début du  XXIe siècle, les modalités de recensement ont été modifiées par loi du 27 février 2002, dite loi de démocratie de  proximité, afin de permettre, après une période transitoire courant de 2004 à 2008, la publication annuelle de la population légale des différentes circonscriptions administratives françaises.

### Enseignement
La commune dépend de l'académie de la Guyane.
Elle administre sept écoles maternelles et dix-huit écoles élémentaires communales. Les Saint-Laurentins disposent également d'une école élémentaire privée.
Le département gère cinq collèges (Albert-Londres (Saint-Laurent II), Arsène-Bouyer-D'Angouma (Saint-Laurent V), Eugénie-Tell-Eboué (Saint-Laurent I), Leodate-Volmar et Paul-Jean-Louis) ; et la région trois lycées (lycée polyvalent Bertène-Juminer, lycée polyvalent Lumina-Sophie et lycée professionnel Raymond-Tarcy). La commune accueille également le collège-lycée catholique Cécile Cheviet.

### Sports
La commune dispose de plusieurs équipements sportifs, dont un stade omnisports, l'équipement sportif (dont le gymnase et la piscine) de la ZAC Saint Maurice et de plusieurs clubs sportifs (trois clubs de football : AJS Maroni, ASC Agouado et Cosma Foot, un club de cyclisme (Vélo Club du Maroni).

### Stade omnisports René-Long
Le stade stade omnisports René-Long est situé dans le quartier des « Cultures ». La structure, inaugurée en 1985, est dotée de 2 258 places et se déploie sur une surface de 165 × 98 m. Cette enceinte omnisports est principalement dédiée à accueillir à domicile les équipes de football du Cosma Foot, de l'Association sportive Union de Grand Santi et de l'Association des Jeunes Sportifs du Maroni.

### Santé

#### Structures de santé
Les Saint-Laurentins disposent de plusieurs structures de santé : deux centres médicaux sociaux, un centre de vaccination et un centre hospitalier. En ville, les professionnels de santé sont également installés, avec notamment neuf médecins généralistes, quatre infirmiers, et deux dentistes.
Le centre hospitalier de l'Ouest guyanais Franck-Joly compte 183 lits et places. Il était nommé hôpital André-Bouron en hommage au médecin-major Charles Louis André Bouron jusqu'au 10 août 2000.
Compte tenu de la démographie de ce secteur, il est prévu un nouveau site hospitalier en 2014.

### Justice
À Saint-Laurent-du-Maroni se trouve une chambre détachée du tribunal de grande instance de Cayenne, une antenne de ce tribunal de grande instance créée afin de faciliter l'accès à la justice.

### Cultes
Les Saint-Laurentais disposent de nombreux lieux de culte dont des lieux de culte catholique, musulman et protestant.

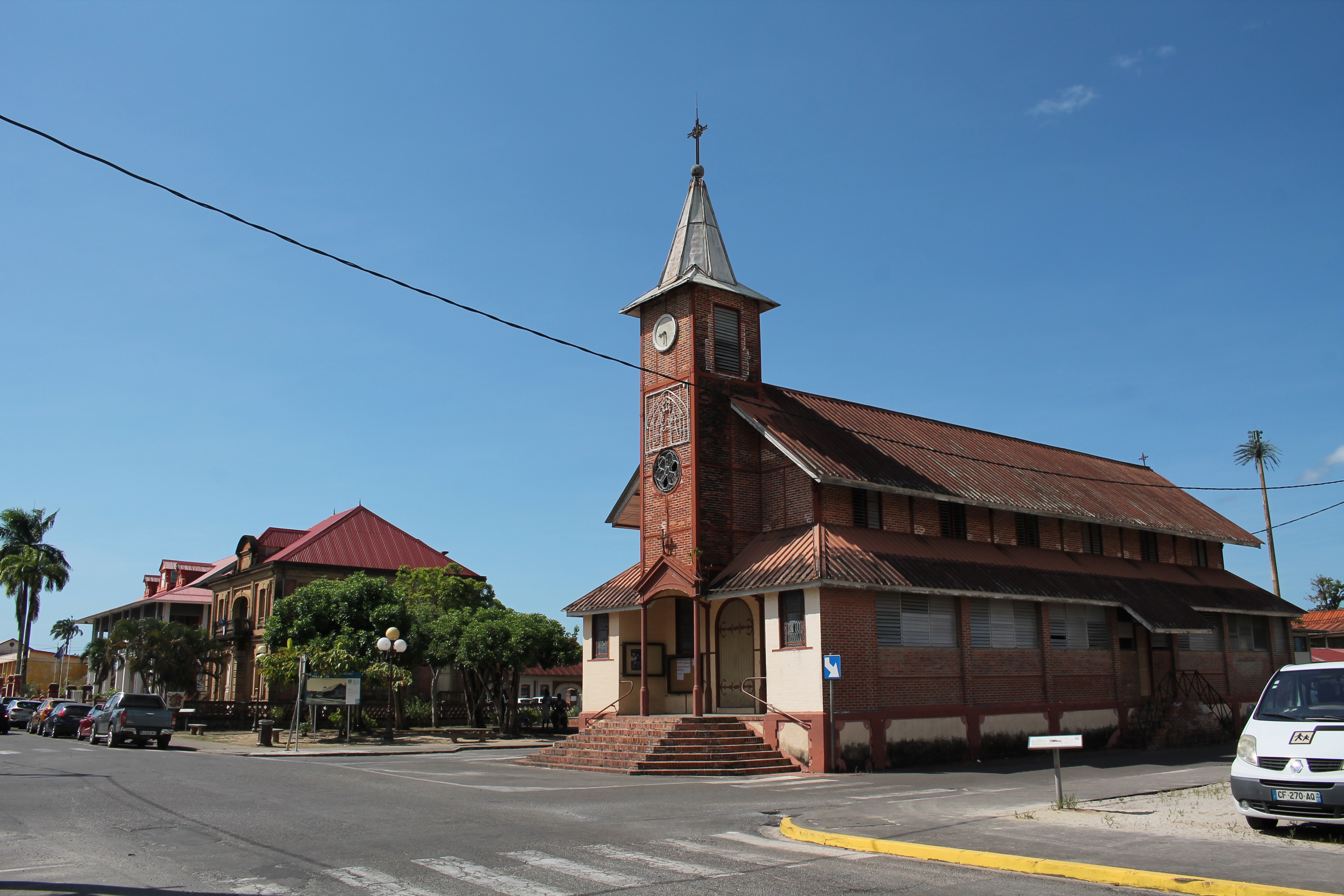
L'église Saint-Laurent.

#### Culte catholique
Au sein du diocèse de Cayenne, la commune de Saint-Laurent-du-Maroni dépend de la paroisse de Saint-Laurent-du-Maroni qui dispose d'un lieu de culte : l'église Saint-Laurent.

#### Culte musulman
L'association culturelle des musulmans de l'Ouest guyanais, créée en novembre 2009, a pour but « la réalisation de mosquées là où les besoins se feront sentir afin de permettre à tous ceux qui ont embrassé la confession de se réunir et de pratiquer leur culte ».

#### Culte protestant
Saint-Laurent-du-Maroni regroupe un grand nombre de communautés protestantes des Églises évangéliques et baptistes : l’Église chrétienne évangélique (faisant partie des Communautés et assemblées évangéliques de France, la mission biblique de l'Église Baptiste Genezareth du Mexique
, la Mission baptiste méridionale du tabernacle de délivrance (association déclarée le 19 mai 2007) et de nombreuses communautés évangéliques, notamment Philadelphia Ministries (2 juin 2012), La Lumière (8 janvier 2011), Pouvoir de Dieu (6 novembre 2010), Parole vivante (10 juillet 2010), Pentecostal Unida (en langue espagnole) (26 décembre 2009), Lumière divine (14 novembre 2009), Vrai Dieu (29 août 2009), Les Combattants de la foi (21 mars 2009), Source de Vie (13 décembre 2008), Assemblée de Dieu (en langue portugaise) (1er novembre 2008), Mission pentecôtiste (26 janvier 2008).

#### Autres
Les religions de l'Inde sont représentées par l'association Namaste (1er novembre 2008).

## Économie
Saint-Laurent-du-Maroni accueille dans le bourg de Saint-Jean-du-Maroni, sur le camp Némo, deux unités militaires : le Régiment du service militaire adapté de la Guyane (RSMA-G) qui dépend du ministère des Outre-mer et est chargé d'insertion professionnelle dans l'ouest guyanais, et le détachement Maroni du 9e Régiment d'infanterie de marine dont la mission est la surveillance de la frontière fluviale et des massifs forestiers dans l'ouest guyanais.

### Revenus de la population et fiscalité en 2009
Le revenu fiscal moyen annuel, en 2009, est de 9 911 €. Seuls 17,6 % des foyers fiscaux sont imposable, cette même année.
| Taxe                                                | Part communale | Part intercommunale | Part départementale | Part régionale |
| --------------------------------------------------- | -------------- | ------------------- | ------------------- | -------------- |
| Taxe d'habitation (TH)                              | 0,00 %         | 0,00 %              | 11,41 %             | 0,00 %         |
| Taxe foncière sur les propriétés bâties (TFPB)      | 0,00 %         | 0,00 %              | 25,98 %             | 0,00 %         |
| Taxe foncière sur les propriétés non bâties (TFPNB) | 0,00 %         | 0,00 %              | 15,70 %             | 0,00 %         |
| Cotisation foncière des entreprises (ex-TP)         | 0,00 %*        | 28,60 %             | 0,00 %              | 0,00 %         |

### Artisanat et commerce

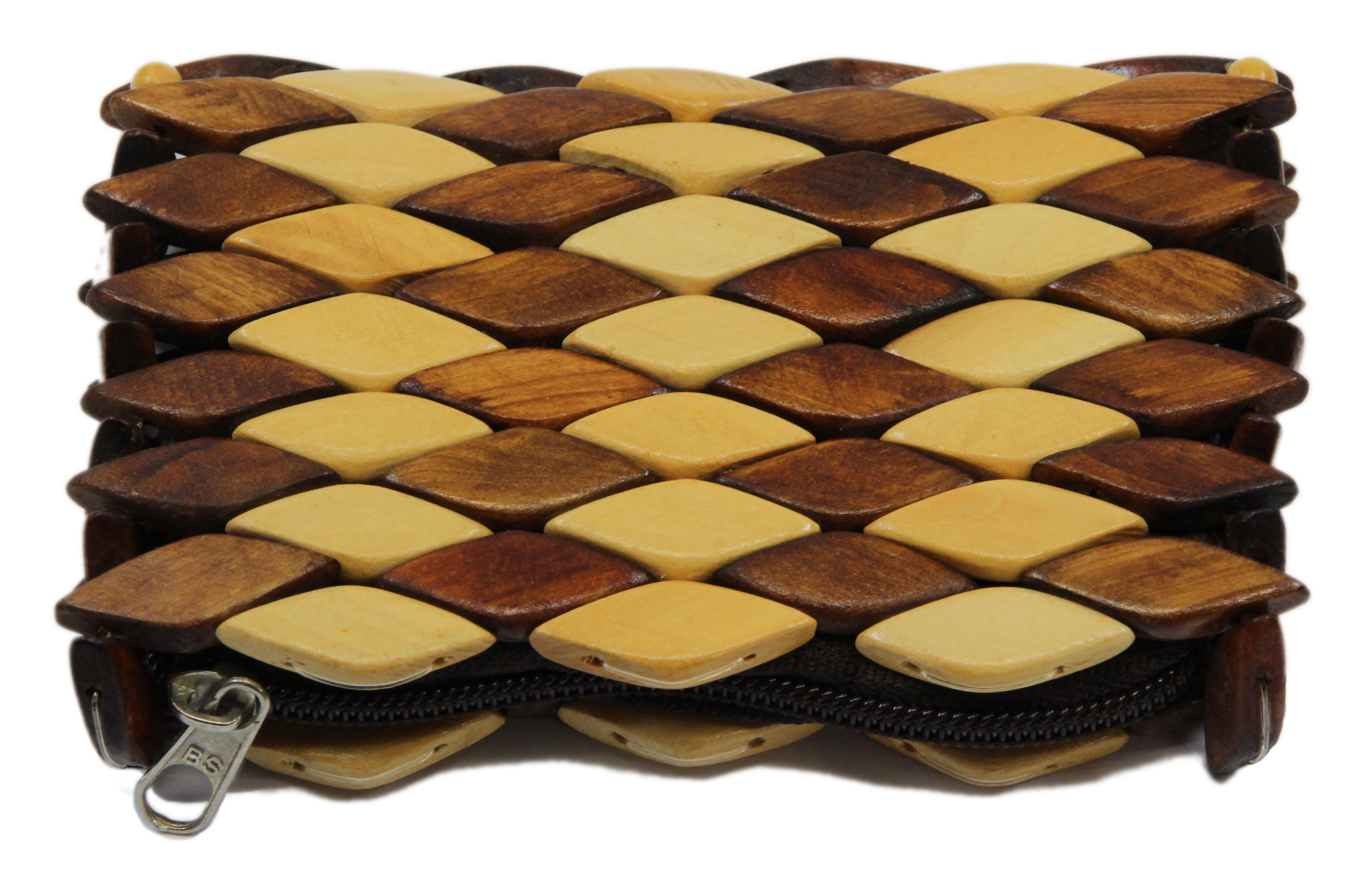
Porte-monnaie en bois.

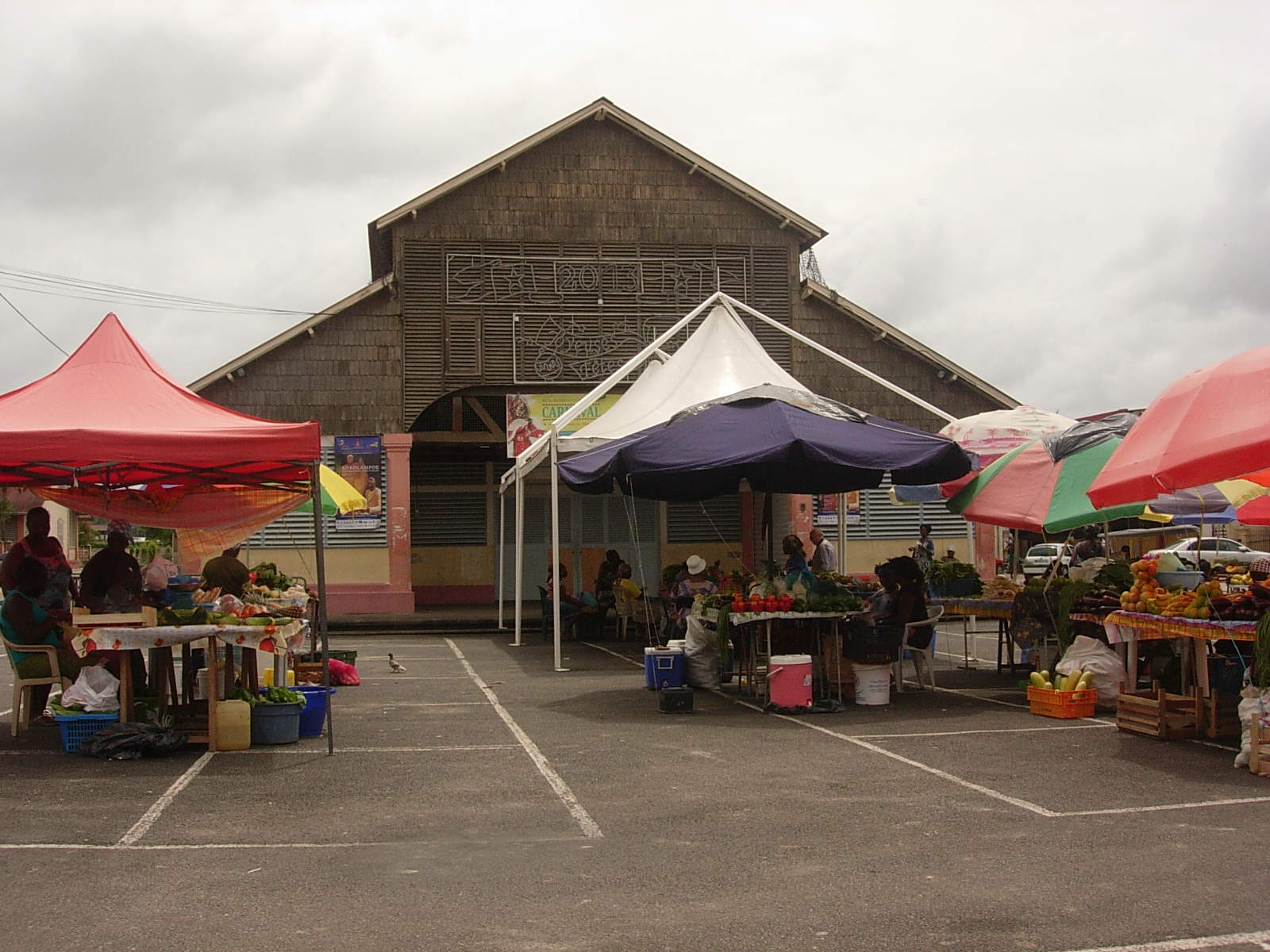
Le marché du mercredi à Saint-Laurent-du-Maroni.

En direction de Saint-Jean, on trouve beaucoup de petites échoppes de menuiserie et de souvenirs en bois faits principalement par des Saramacas, reconnus excellents menuisiers. Il y a également un village d'artisans Marrons sur la route qui mène à Javouhey. Cet artisanat, riche et varié, a fait d'eux les meilleurs artisans de l'Amazonie. Le travail du bois se fait sous un carbet. Chaque artisan apporte ses outils qui sont mis en commun. Ils vont du sabre de brousse (machette) à la hachette, du rabot aux couteaux, qui servent à réaliser les différentes tailles, tout en variant les épaisseurs ou les longueurs.
Les jours de marché sont le mercredi et le samedi. Les producteurs offrent un grand choix de fruits et légumes locaux, dont les ramboutans, les bananes, les bélimbi (fruits condimentaires à saveur très acide), le bois d'inde (graine aromatique), le calou (poivron), le concombre longe, le dachine (chou de Chine), l'épinard de Guyane, le concombre piquant, la patate douce, le tayove (chou caraïbe) ou le manioc.

### Agriculture

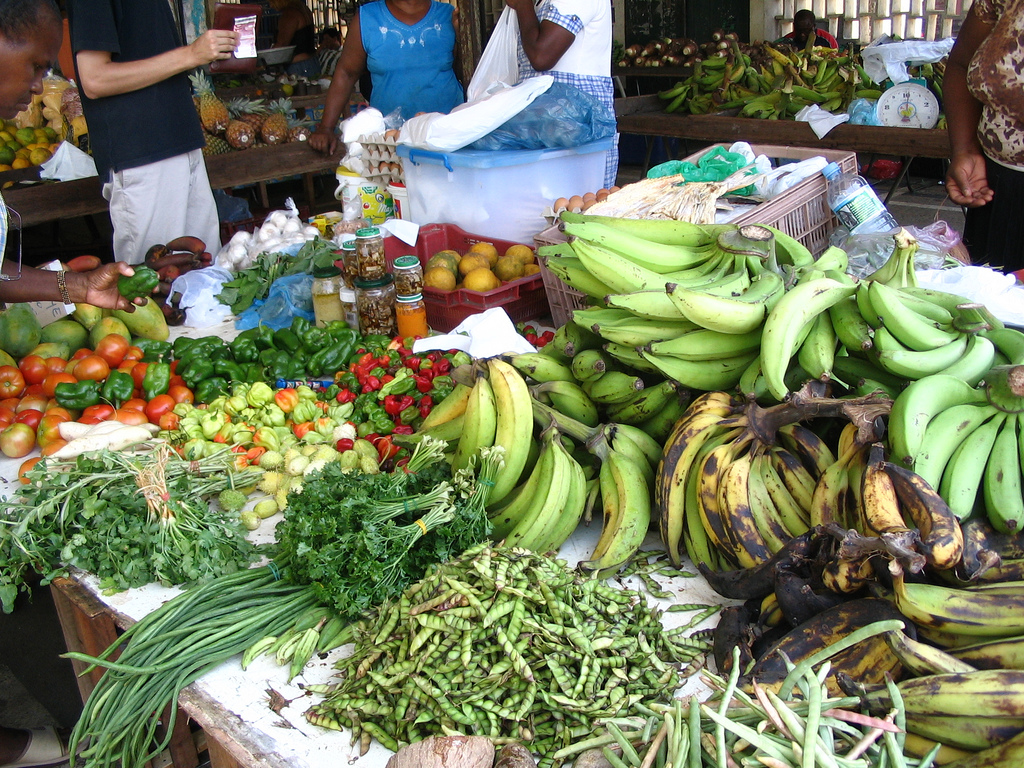
Marché du samedi matin.

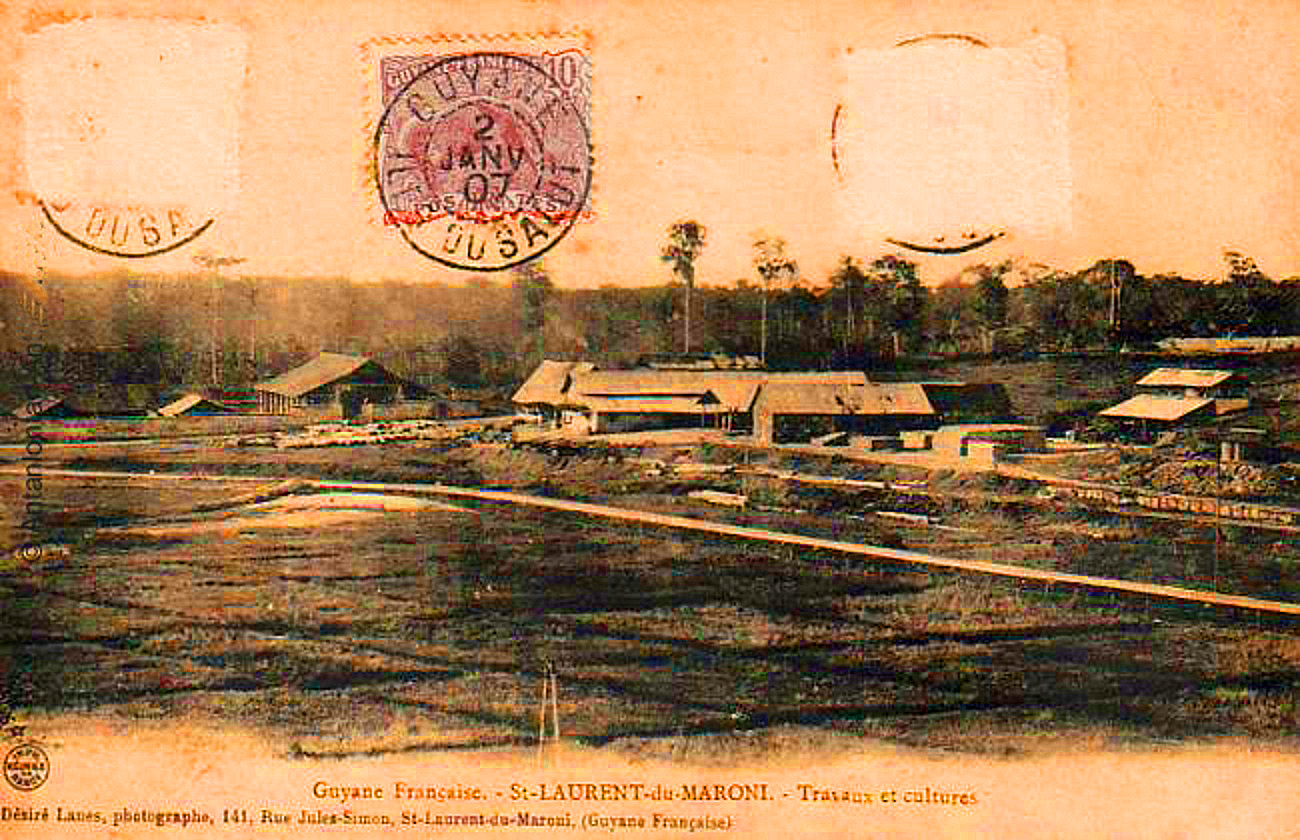
Champs près de Saint-Laurent-du-Maroni en 1907.

L'agriculture est un secteur dynamique où le nombre d’exploitations augmente rapidement (18 % en une décennie). Elle est concentrée sur le littoral et le long du Maroni. Son panel est vaste, des rizières aux vergers, en passant par les cultures maraîchères qui utilisent encore massivement pesticides et engrais contrairement aux abattis traditionnels qui n'ont pas besoin de traitements chimiques. Pourtant la production locale (végétale et animale) est insuffisante et nombre de produits sont importés du Brésil, des Antilles ou de France.
Le manioc est essentiellement cultivé dans les abattis et transformé sur place en couac ou en cassave. Pour cultures fruitières le grand centre de production est Javouhey (agrumes, maracudja, bananes et ananas). La canne à sucre n'est cultivée qu'à Saint-Laurent-du-Maroni, pour la distillation du rhum. Cette production est traitée par la rhumerie de Saint-Maurice qui commercialise le rhum « La Belle Cabresse » (ainsi que « La Cayennaise » et « Cœur de Chauffe », moins connus), qui titre de 50 à 55 % vol.. Quant à l'élevage, il est orienté vers la production de viande tant pour les bœufs, les lapins, les porcs, les chèvres que les poulets.

### Industrie

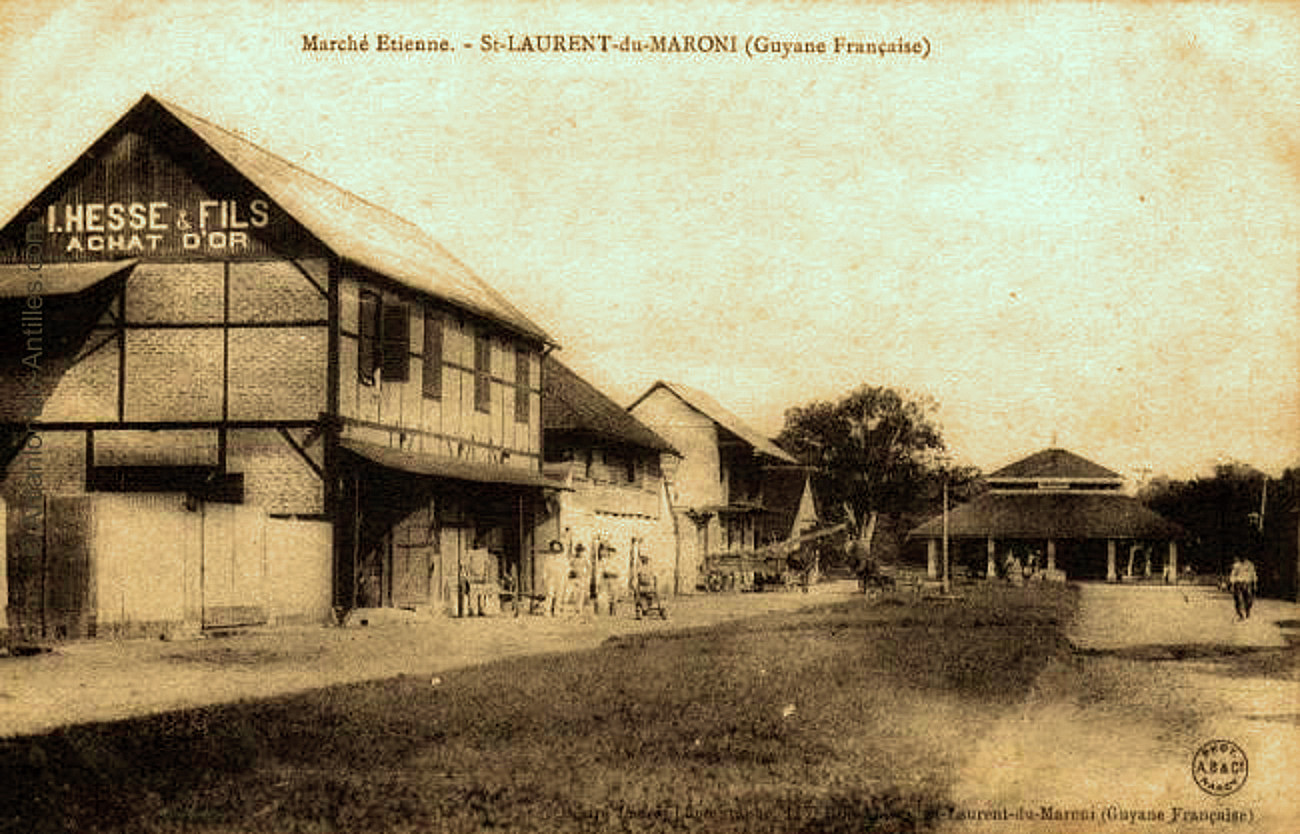
Marché Étienne à Saint-Laurent-de-Maroni.

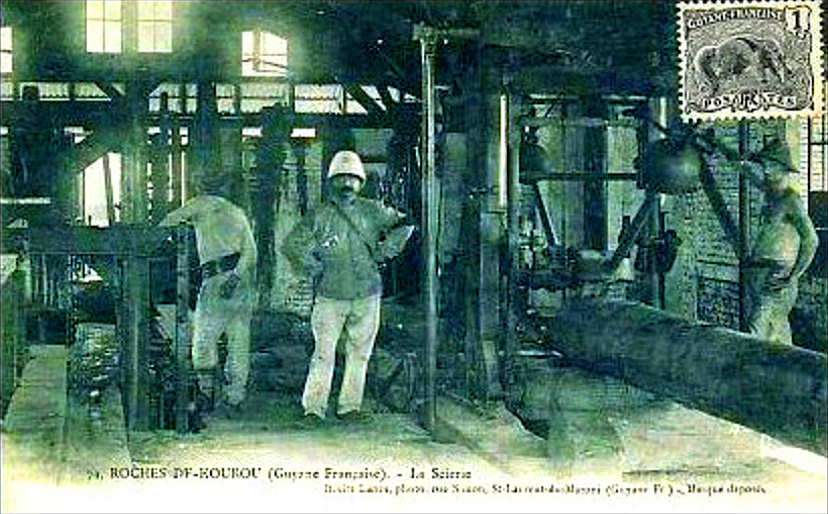
Scierie de Saint-Laurent-du-Maroni.

La première activité de type industriel de Saint-Laurent fut liée au commerce de l'or qui afflua du Haut-Maroni entre 1880 et 1888. Le village colonial se peupla de fondeurs, d'artisans et de commerçants venus des Antilles et de Chine par le 
Surinam.
Le secteur minier, principalement axé sur le Maroni, dans la commune de Saint-Laurent, est le second employeur en Guyane après l’activité spatiale. Il regroupe une cinquantaine d'entreprises qui ont extrait 1,14 tonne d'or en 2010. La mise en place du schéma départemental d'orientation minière de Guyane (SDOM) a permis de rendre cette activité plus en harmonie avec la préservation de l'environnement.
Saint-Laurent-du-Maroni possède une zone industrielle qui regroupe des entreprises d'électricité générale, de plomberie, de nettoyage (désinfection, désinsectisation, dératisation, déchet des ménages, etc.), de distribution d'eau. Sont aussi présentes des entreprises de bâtiment, de travaux publics, de location de matériel pour entrepreneurs, de maintenance industrielle, de conseil en organisation et gestion en management ainsi que des organismes de recherche scientifique et technique.
L'exploitation des bois tropicaux se fait le long du Maroni entre Saint-Laurent et Apatou. Dans ce secteur, il existe une trentaine d'entreprises exploitant le bois et de deux exploitants forestiers qui débitent 12 000 m3/an. Ce qui alimente localement cinq charpentiers, trois exploitants, dix menuiseries/ébénisteries, dix scieries et un artisan producteur d'objets d'art.

### Tourisme

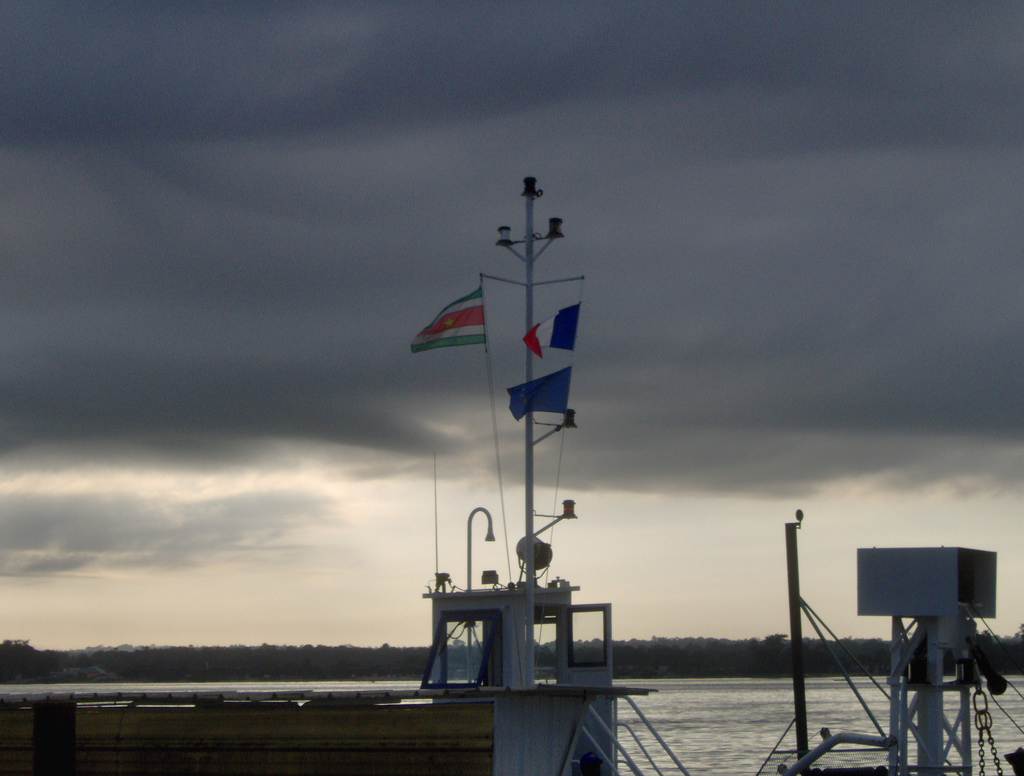
Ferry entre Albina (Suriname) et Saint-Laurent-du-Maroni.

Les touristes visitant la ville et la région dispose d'un office du tourisme, créé en 1989.
L'importance historique de Saint-Laurent, classée, ville d'Art et d'Histoire, jointe à une notoriété devenue internationale attirent les voyagistes du monde entier. La rénovation et l'embellissement des quartiers de la vieille ville, les nombreuses animations culturelles, festives et sportives drainent un flux croissant de touristes qui débarquent par dizaines de milliers chaque année. L'offre touristique couvre un large panel entre les sites classés, le marché bi-hebdomadaire aux fruits et légumes, les sites historiques des environs de Saint-Laurent, la remontée du Maroni, puisque Saint-Laurent-du-Maroni est le point de départ pour ceux allant plus en amont sur le fleuve en pirogue, aux villages de Maripasoula, Papaichton et Grand-Santi, entre autres. Il existe aussi des ferries pour aller à Albina.

## Culture et patrimoine

### Lieux et monuments
Originellement construite par et pour l'Administration pénitentiaire, beaucoup des bâtiments officiels dans la ville sont d'un style unique d'architecture, un mélange des styles coloniaux et pénitentiaires. Des briques faites avec de la terre rouge locale furent fabriquées et utilisées par les bagnards, qui fournissaient une main-d'œuvre gratuite et interminable. Ils construisirent tout un district officiel et administratif, commençant par leur prison, le camp de la transportation.

Différents aspects des blocs du camp de la transportation
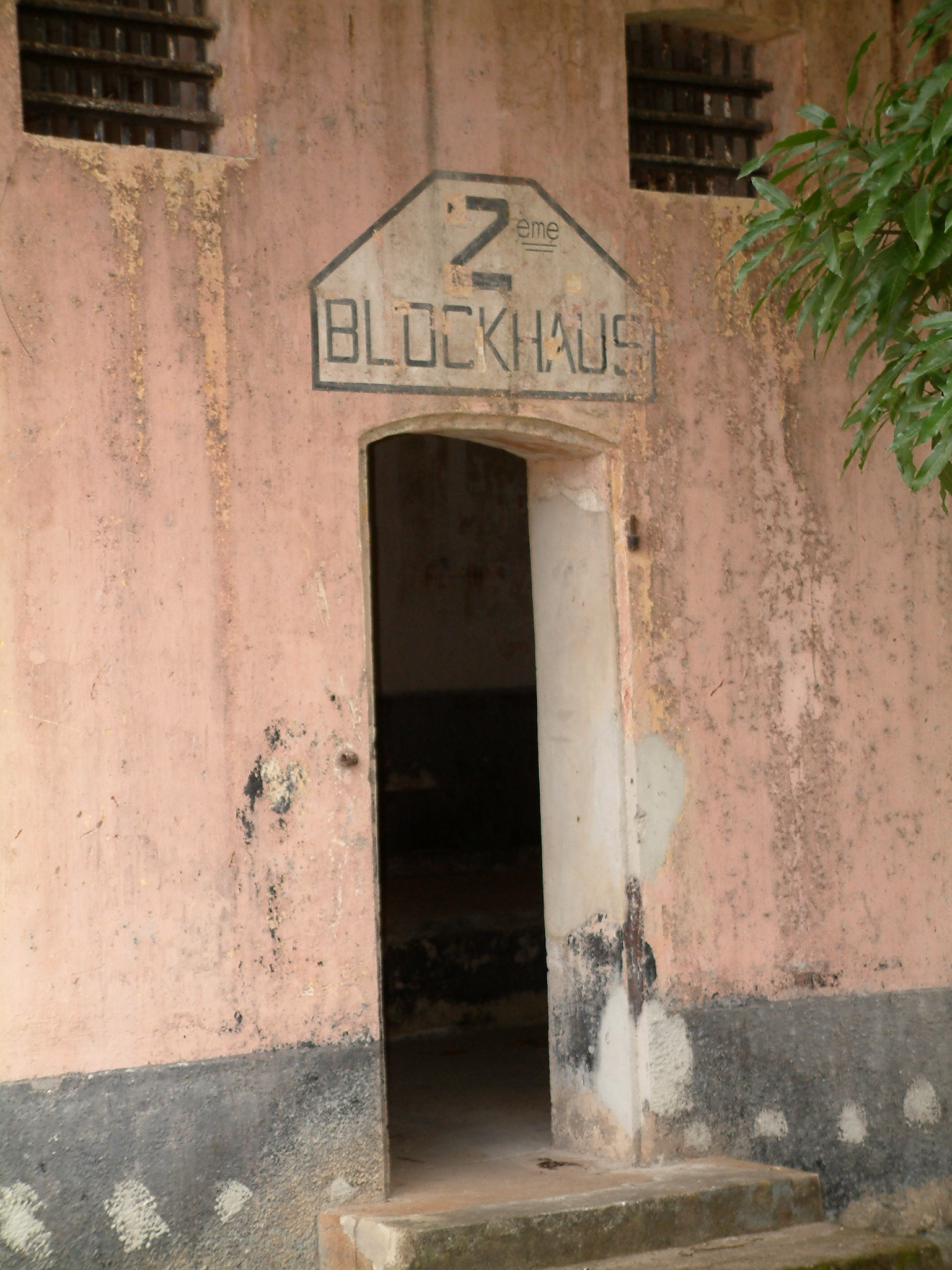
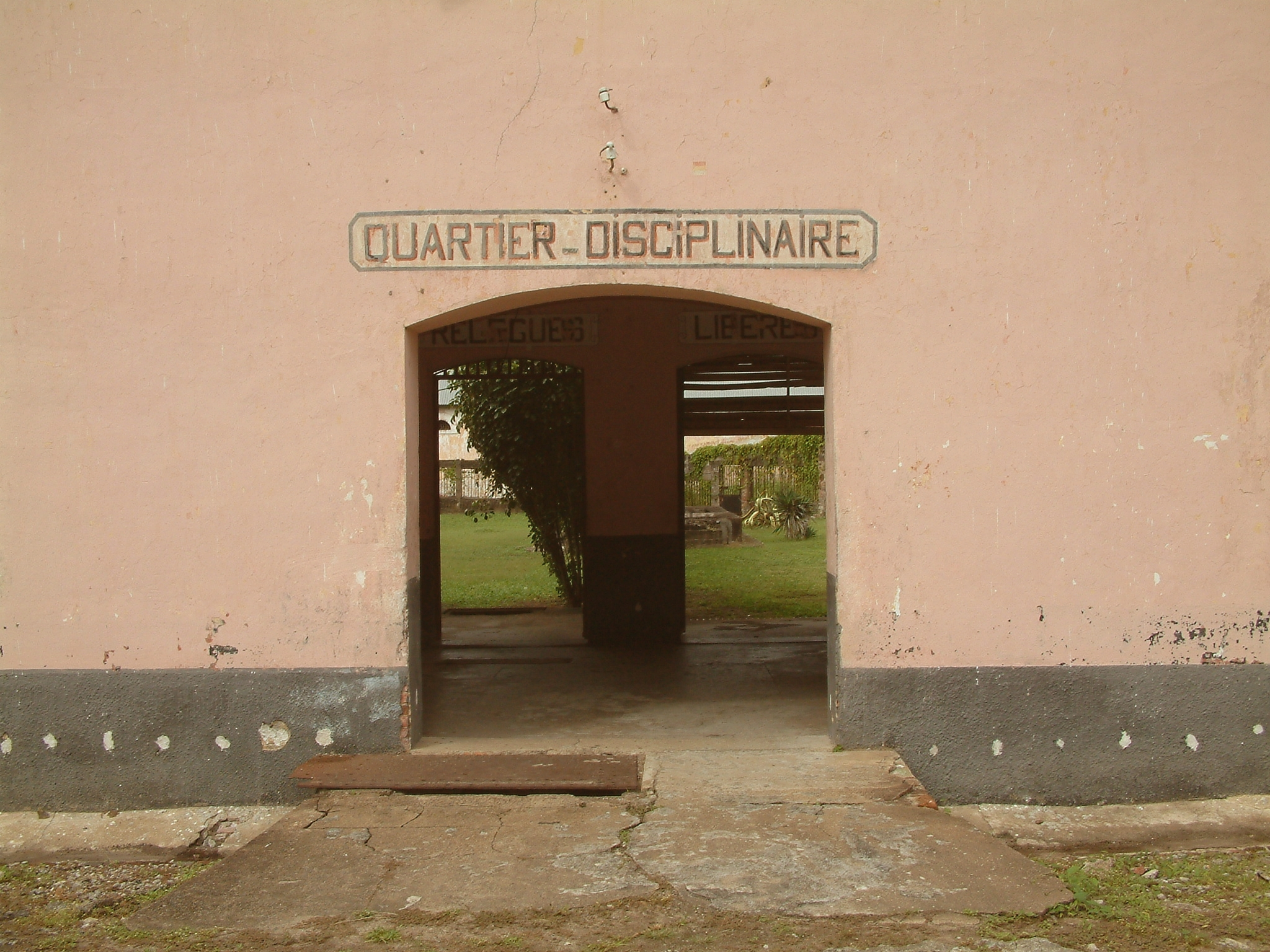
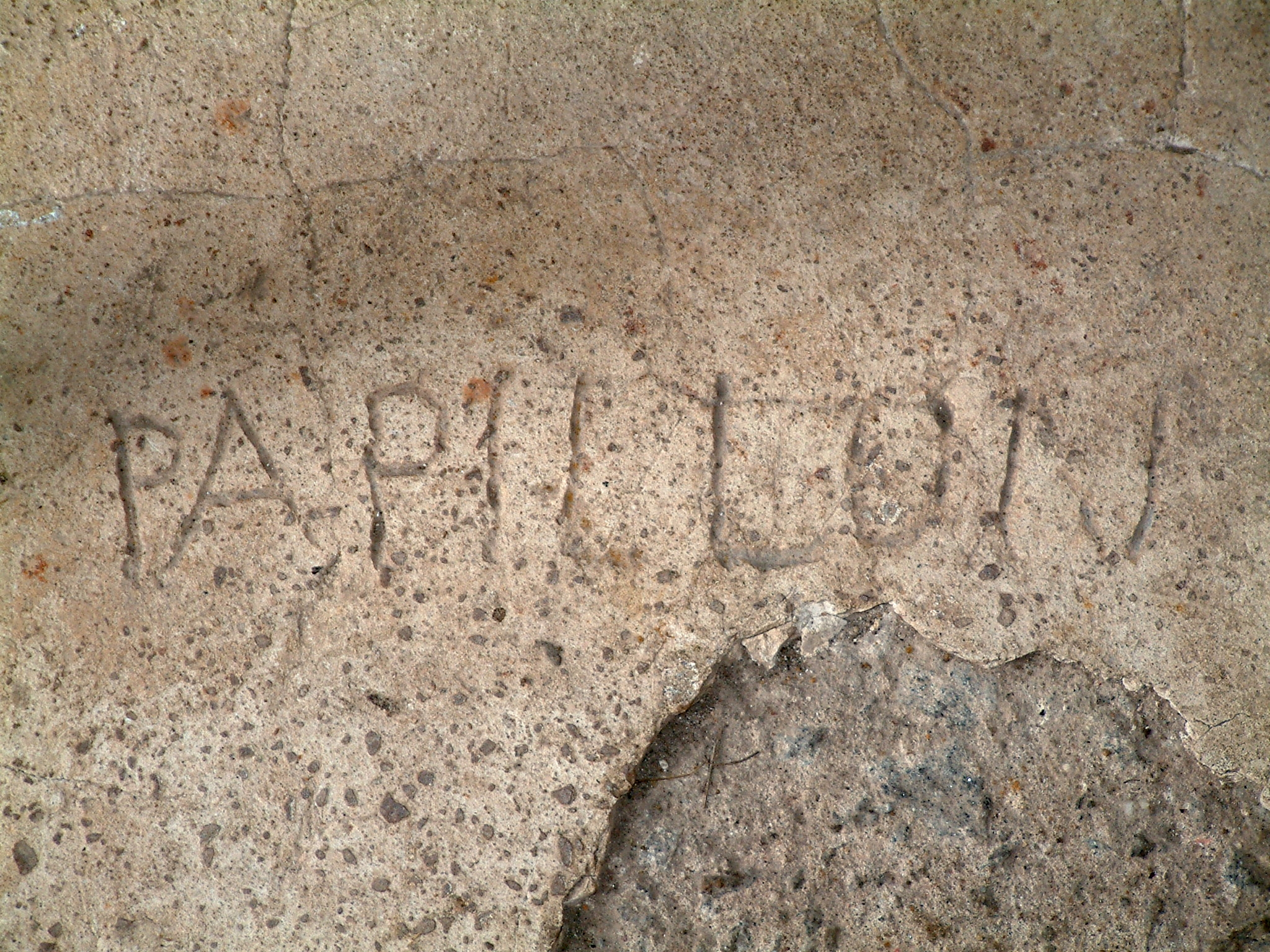
Signature Papillon.
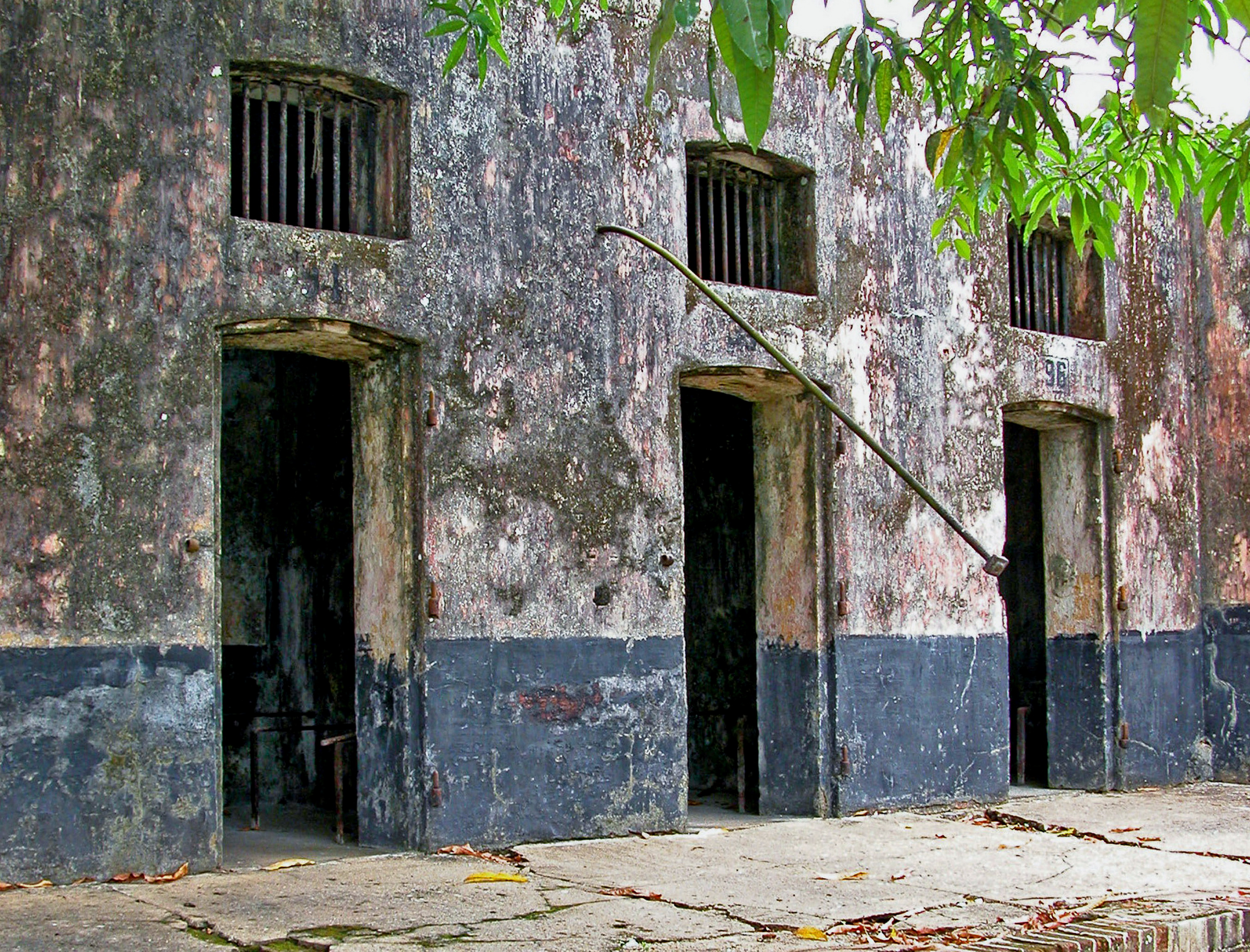
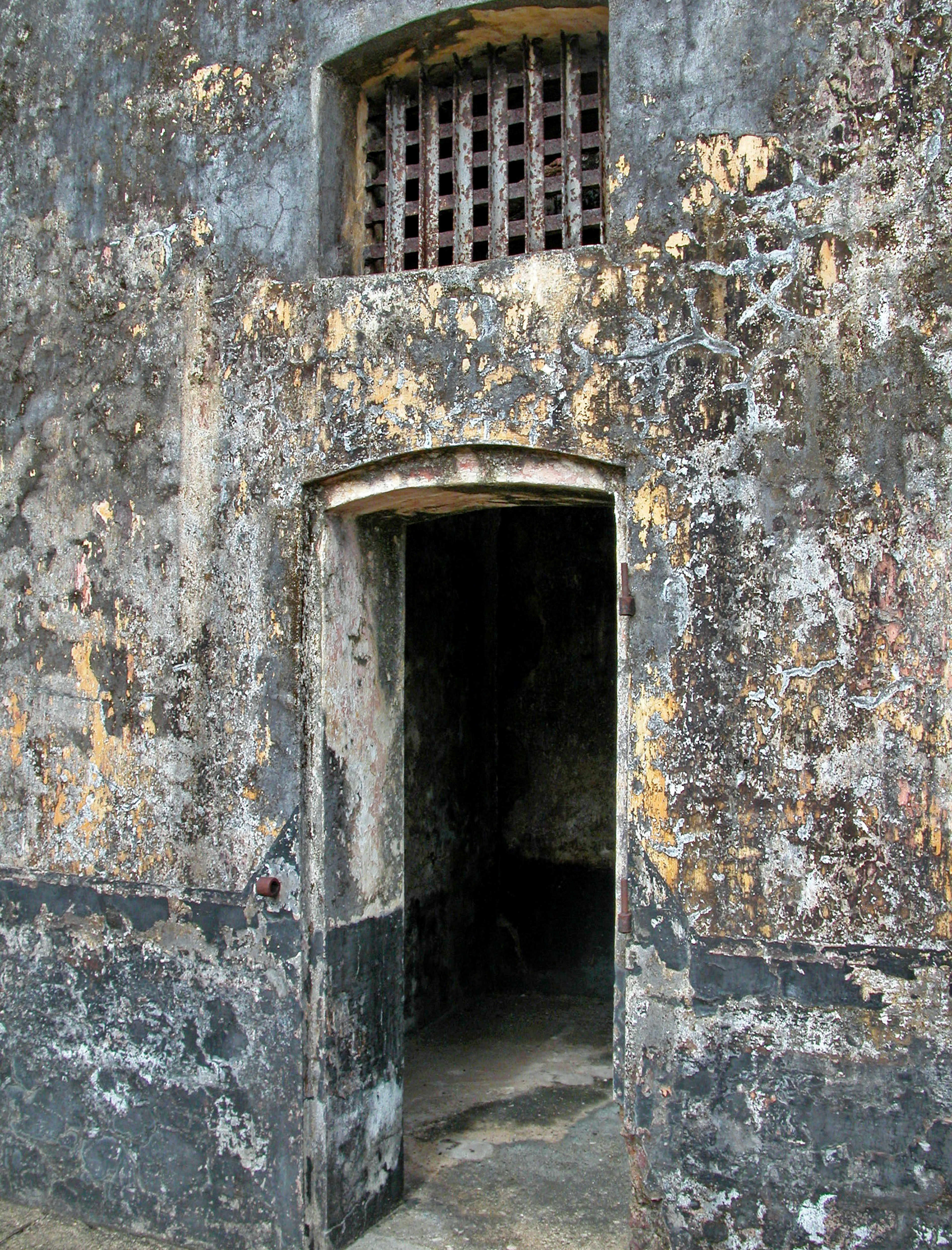

Liste de plusieurs des bâtiments principaux de ce vieux district administratif, localement surnommé le petit Paris : 
- Le Camp de la Transportation avec son musée du bagne : Réhabilité dans une grande partie, l'ancien bagne peut toujours être visité et notamment la célèbre cellule ou Papillon séjourna et d'où il s'évada pour se réfugier un temps sur l'île des lépreux (voir plus bas).
- La résidence du gouverneur du bagne, aujourd'hui la résidence du sous-préfet.
- Le tribunal maritime, aujourd'hui la sous-préfecture.
- La mairie et l'ancienne banque.
- L'église de Saint-Laurent-du-Maroni.

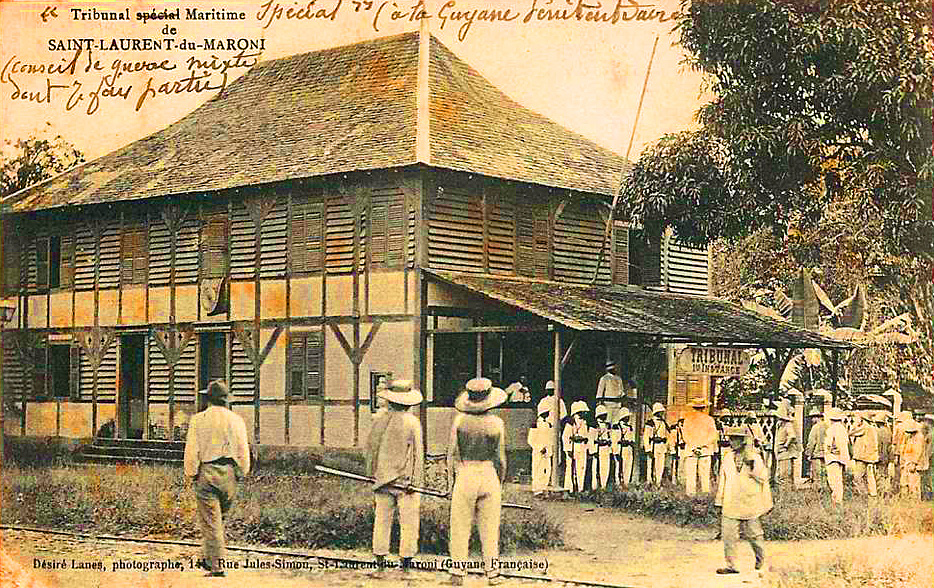
Le tribunal maritime spécial.
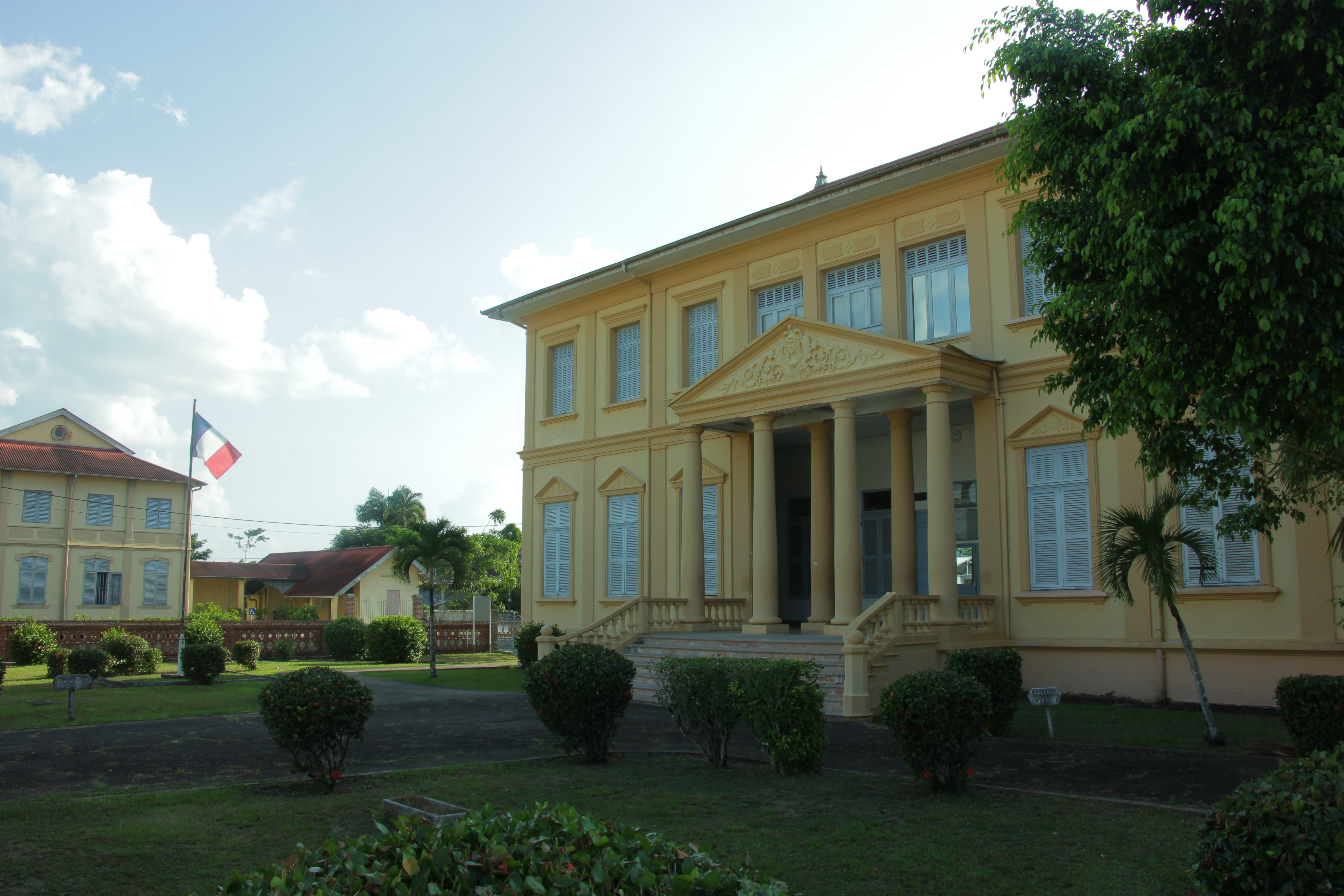
Aujourd'hui devenu la sous-préfecture.
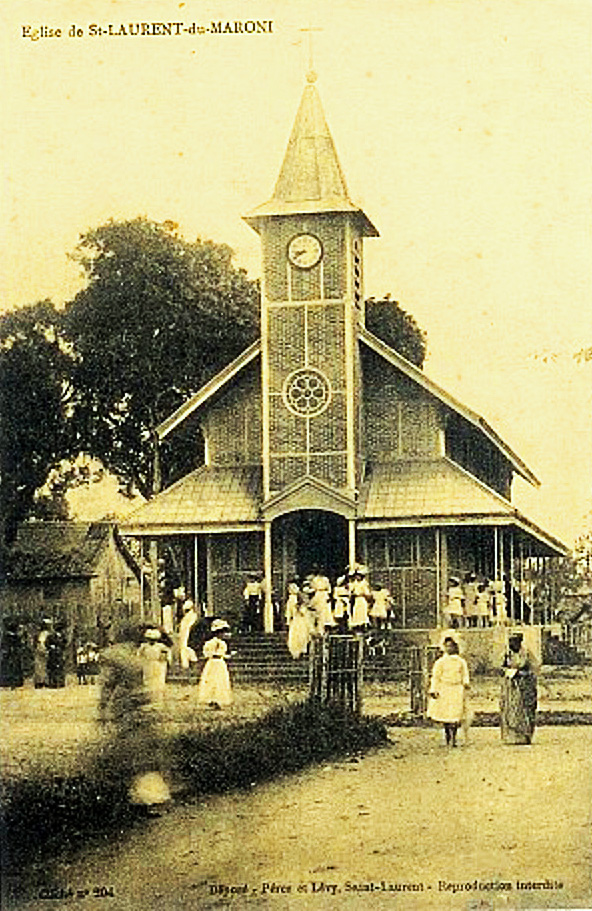
Église Saint-Laurent.
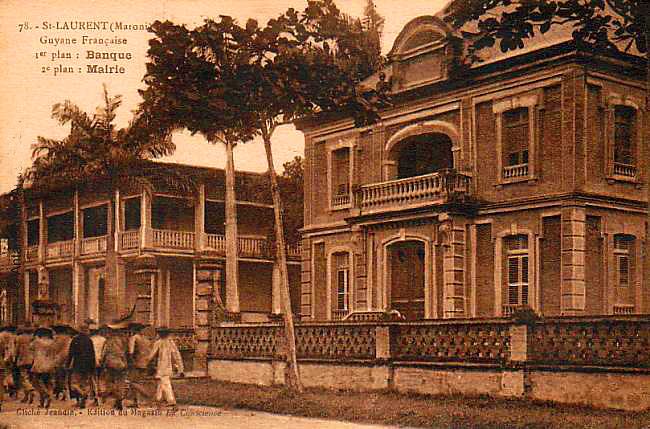
Ancienne banque de la Guyane et la mairie de Saint-Laurent-du-Maroni.

- Le Trésorerie de Saint-Laurent-du-Maroni.
- L'hôtel La Tentiaire.
- La caserne Joffre, aujourd'hui le QG de la gendarmerie.
- L'Hôpital André-Bouron, le dernier hôpital français en bois à avoir été utilisé.

La plupart de ces bâtiments se situent sur les avenues De Gaulle et Lieutenant-Colonel -ourtet, ainsi que le boulevard Mallouet. Après la fermeture de la prison et le départ de l'administration pénitentiaire au début des années 1950, ils se détériorèrent à cause du manque de maintenance et d'intérêt et furent très endommagés en raison du climat difficile de la Guyane de l'Ouest. Presque en ruine totale, ils furent restaurés au début des années 1980 quand la mairie et le ministère de la Culture se furent rendu compte de l'énorme intérêt culturel et historique du vieux district pénitentiaire et administratif. Celui-ci est vite devenu un lieu touristique, avec le camp de la transportation comme bâtiment phare.
- Le camp de la relégation, à Saint-Jean-du-Maroni, à 17 km au sud de Saint-Laurent.
- L'île des lépreux : Petite île sur le Maroni, accessible uniquement en pirogue. C'est là qu'étaient exilés les bagnards affectés de la lèpre. Papillon décrit comment il s'y est réfugié pendant l'une de ses tentatives d'évasion.

Lieux d'intérêt touristique n'ayant rien à voir avec le bagne :
- La Charbonnière : Village Bushinengué aux maisons typiques en bardeau créées par la municipalité dans les années 80.
- Subdivision de l'équipement

### Gastronomie

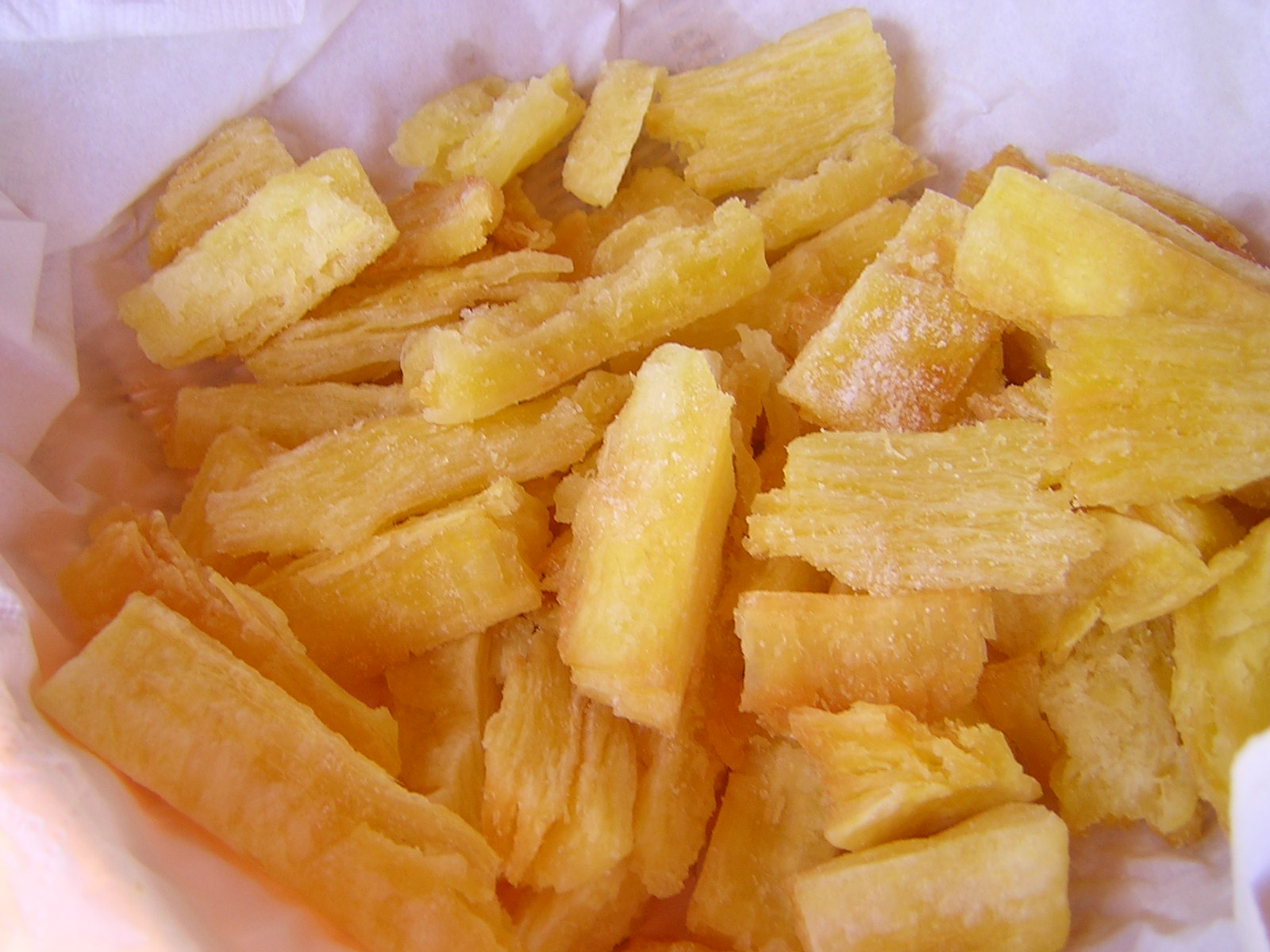
Lamelles de manioc frites.
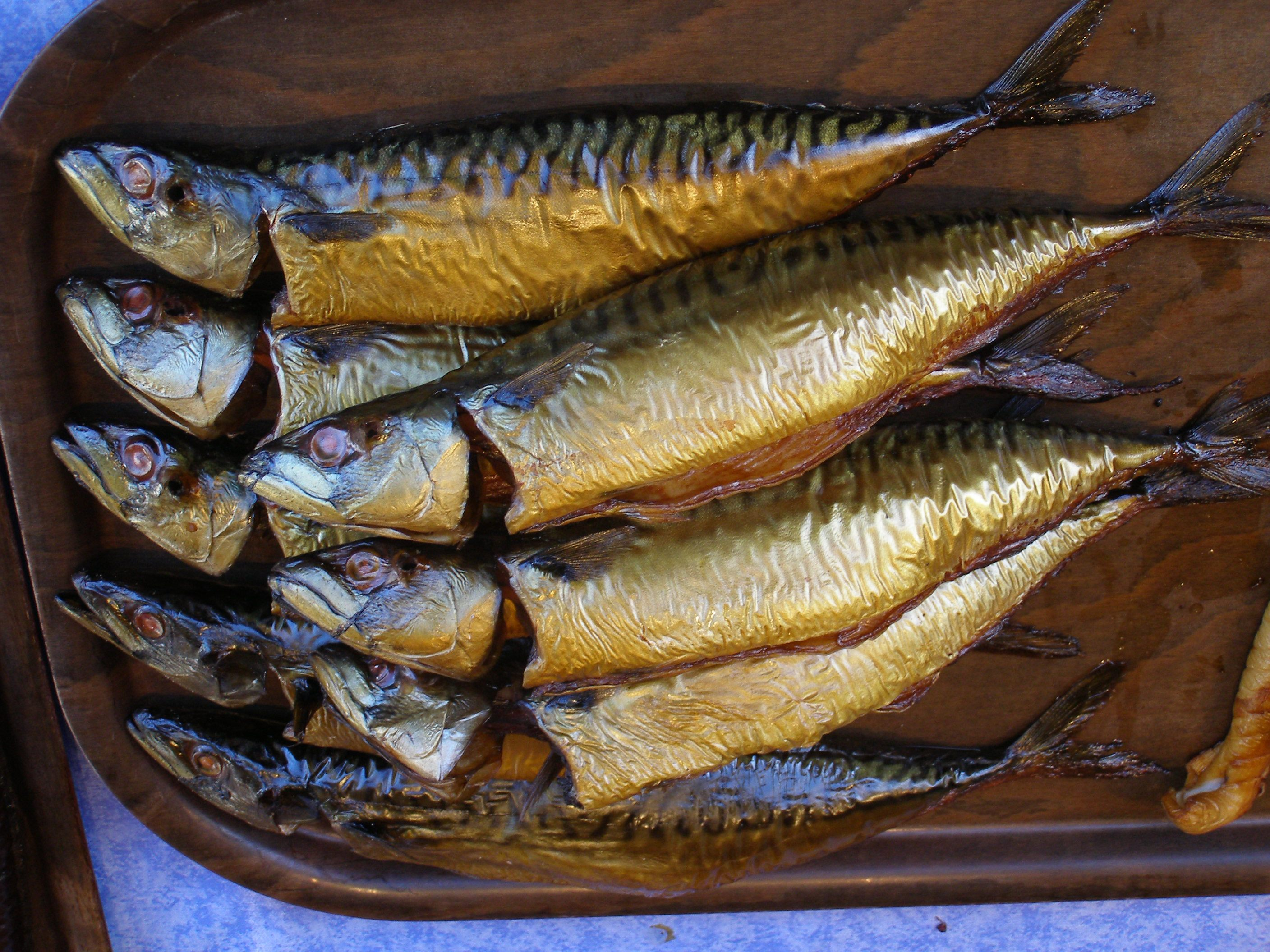
Poissons boucanés.
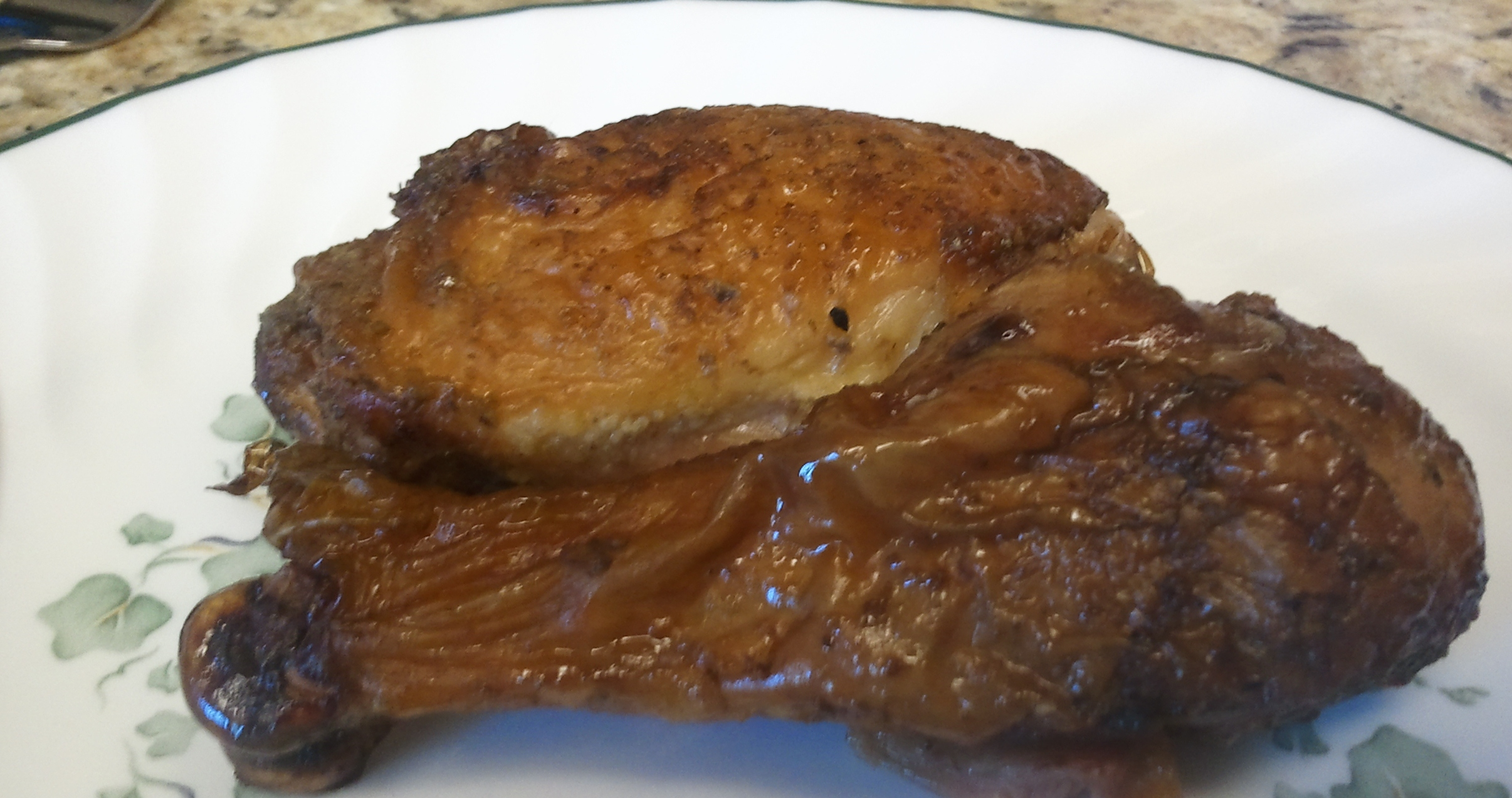
Poulet boucané.

La cuisine Saint-Laurentaise est forte d’un mélange de cuisine bushinengue et créole.
Le plat typique de la commune est la Sardine Saint-Laurentaise (sardine grillée).
Dans la cuisine bushinengue se retrouvent fricassées de gibiers et viandes boucanées, accompagnés de couac et de cassave, et dont la boisson est la bita. La cuisine créole mêle les saveurs des produits tropicaux amazoniens dont beaucoup proviennent de la forêt comme le manioc, l'awara, le comou et les gibiers. Mais nombre de mets trouvent leur origine en Afrique profonde, Asie et Europe. Ce qui lui donne cette saveur épicée et subtile. Sur le marché local, lieu de passage obligatoire, les marchandes créoles conseillent et font goûter leurs produits. Cela va du couac, farine de manioc, indispensable pour la réalisation du féroce d'avocat, qui tire toute sa puissance du piment de Cayenne. La cassave, longtemps réservée aux plus pauvres, devient une denrée recherchée, elle est servi dans les restaurants fourrée à la chiquetaille de morue ou sucrée soit à la confiture de coco, soit avec de la coco râpée ou de la pâte de goyave. Quant aux marinades, qui se consomment en entrée ou à l'apéritif, ils accompagnent le célèbre ti-punch. Pour la cuisine amérindienne, les spécialités sont la soupe de jus de manioc, les viandes et poissons bouillis ou boucanés ainsi que les escargots de rivière. La boisson est le cachiri. On retrouve aussi couac et cassave.

### Patrimoine environnemental
La première association de protection de l'environnement de la ville fut « Le pou d'agouti », qui a beaucoup œuvré pour la protection du patrimoine naturel local et régional. Aujourd'hui, l'ADNG (Association pour la découverte de la nature en Guyane) travaille sur un site d'accueil en forêt à faire découvrir la fragilité de la faune et de la flore. Les cultures industrielles, la densification urbaine et ses taudis, et la chasse de viande de brousse ont appauvri le milieu environnant. C'est également un point de départ pour plusieurs circuits d'écotourisme, notamment de la remontée du Maroni en pirogue pour explorer les criques et la forêt primaire et y passer la nuit dans un carbet.

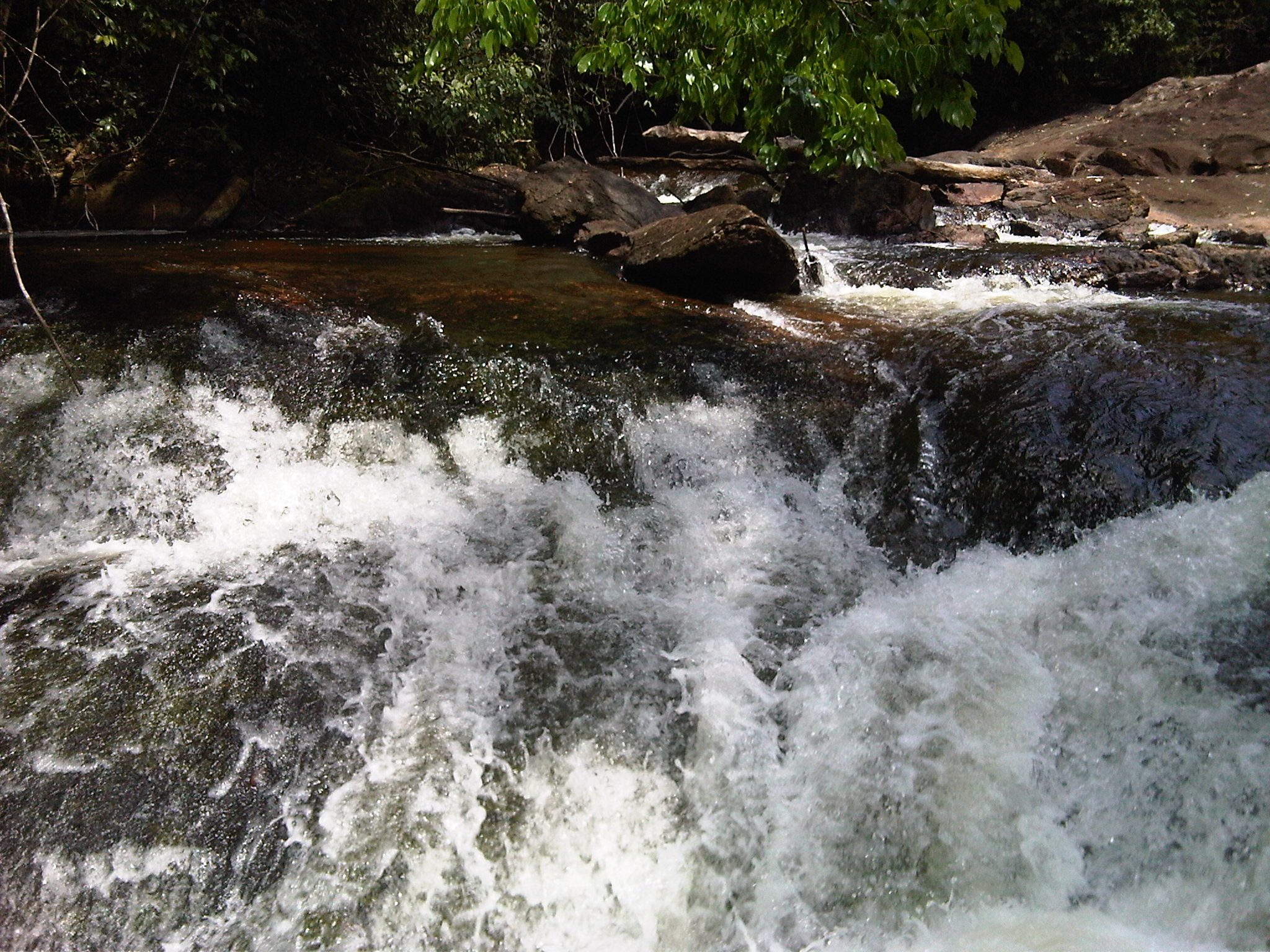
Les chutes Voltaire.

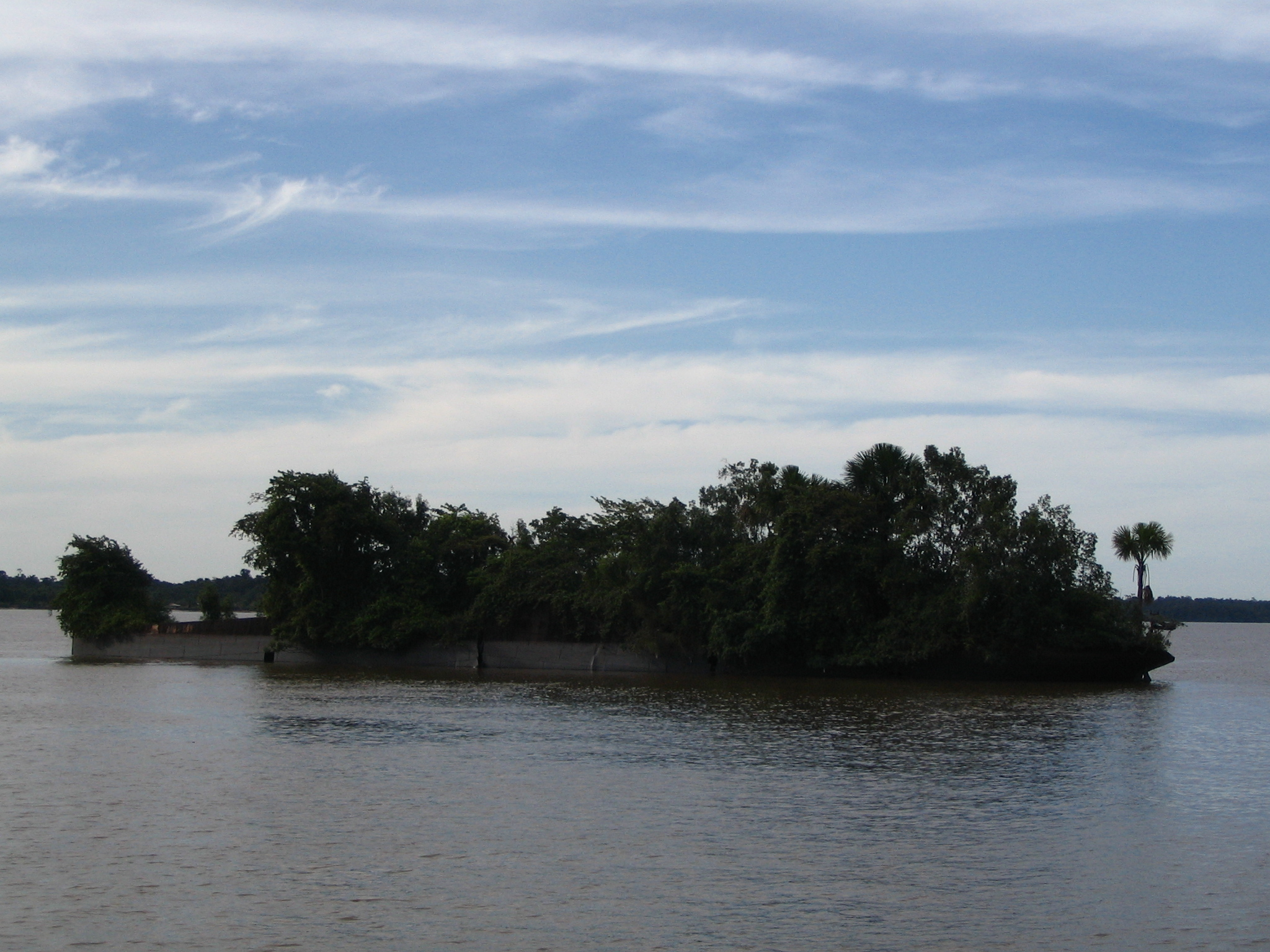
L'épave de l'Edith Cavell, devenue une île.

Les chutes Voltaire, sont accessibles après 73 kilomètres de piste, puis une heure et demie de marche à travers la forêt amazonienne. Elles parcourent 200 mètres sur un dénivelé de 35 mètres.
Sur place, une ferme auberge propose le gîte et le couvert. Les berges du Maroni sont accessibles de la ville. Il y a un jardin d'enfants à proximité et la possibilité de déguster jus locaux, crêpes ou glaces. Vue imprenable sur l'épave d'un bateau de la marine marchande britannique échoué le 19 décembre 1925 et devenue une île.
L'île aux Lépreux, accessible par le fleuve, servit de mouroir aux bagnards atteints de la lèpre. La crique Tatou se situe en bordure de la piste Paul Isnard, qui mène aux chutes Voltaire. Toujours en direction de ces chutes, le site Chilibombo est un lieu de promenade équipé d'un carbet. La forêt de Saint-Jean est un reliquat du camp forestier créé par l’Administration pénitentiaire. L'ancienne voie de chemin de fer a cédé la place à un parcours de VTT.

### Patrimoine culturel

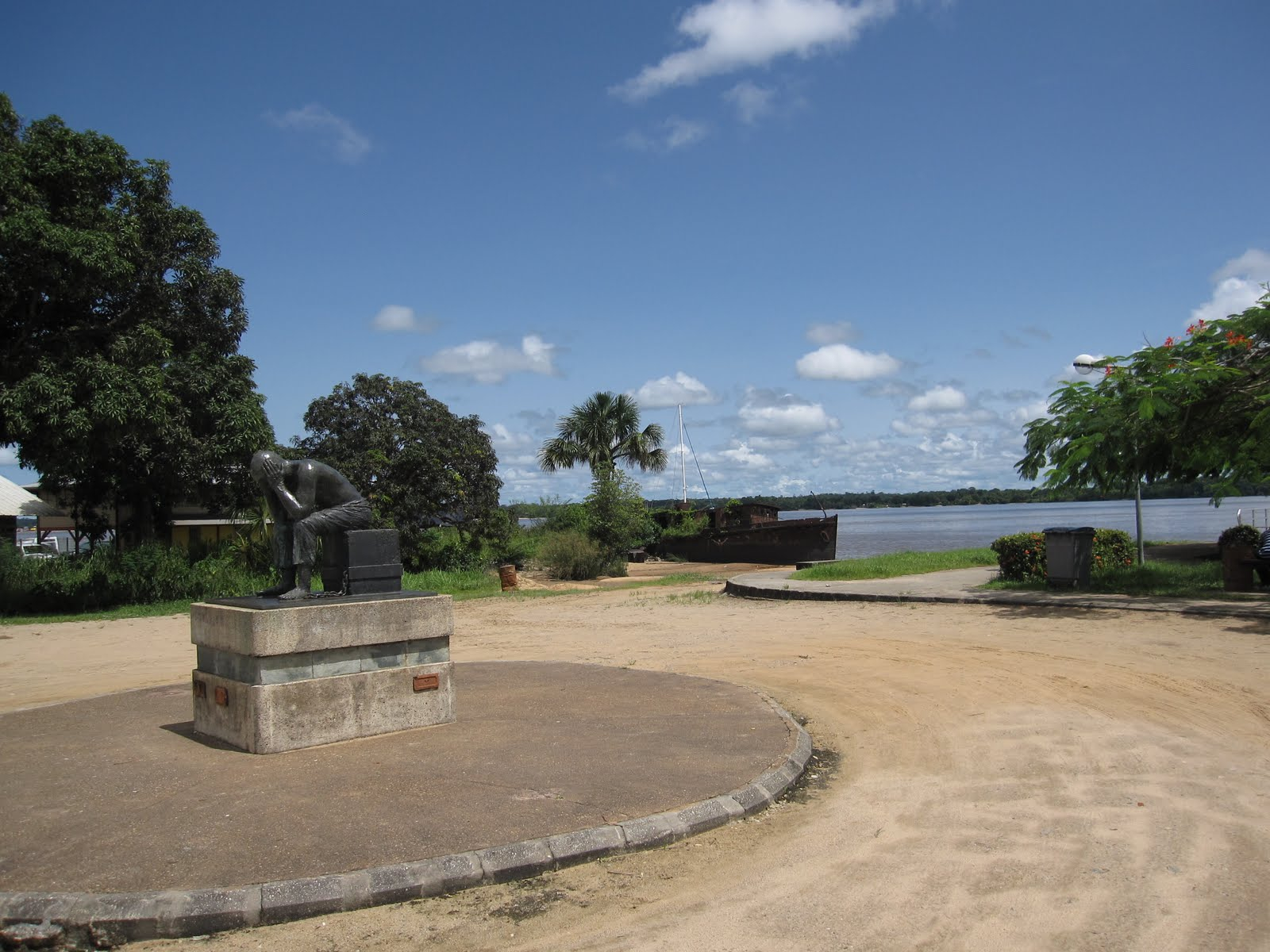
À la mémoire des bagnards.

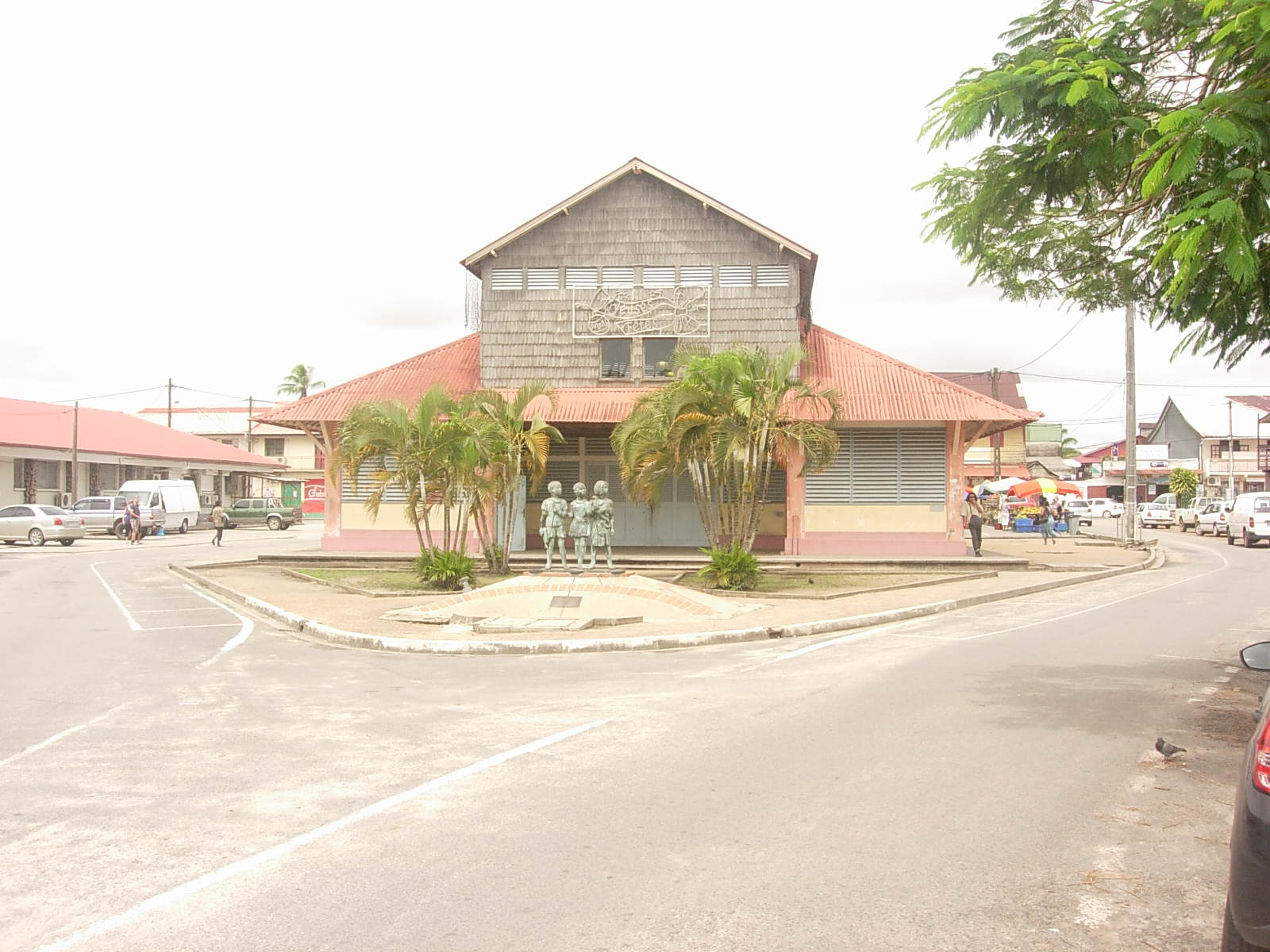
Les trois enfants de Guyane.

On peut citer comme faisant partie du patrimoine culturel les œuvres du peintre et sculpteur Bertrand Piéchaud : le bagnard  qui se trouve à l'entrée du camp de la relégation devant le Maroni, les trois enfants de Guyane devant l'entrée du Marché ainsi que la peinture de Notre-Dame-du-Maroni placée dans la vieille église  de la ville de Saint-Laurent-du-Maroni.
En octobre 2012, entre Toulon, Saint-Laurent-du-Maroni, et Cayenne a commencé le tournage des rusches du film La Vie pure, retraçant la vie de Raymond Maufrais et sa disparition dans le Haut-Maroni au cours des années 1950.

### Manifestations culturelles et festivités
Le carnaval fait partie des festivités marquantes en Guyane, comme à Cayenne ou Kourou. Celui de Saint-Laurent-du-Maroni ne fait pas exception,.

### Héraldique
| Blason de Saint-Laurent-du-Maroni | Blason  | À une croix d'or fuselée, chargée d'une salamandre animale contournée de sinople posée sur un brasier de gueules. Au premier canton d'argent à une épée haute portant sur sa pointe une balance de deux plateaux, le tout du même; au second d'argent à une grille de prison composée de 4 barreaux et 4 traverses, sommée de deux clefs posées en sautoir, accompagnée de 7 tourteaux, 3 à senestre, 3 à dextre et 1 en pointe, le tout de sable; au troisième d'azur à une ancre de sable accompagnée de 2 marsouins affrontés de gueules; au quatrième de sinople à une souche d'arbre d'or au duramen de gueules. À une couronne d'or brochante en chef. Devise / CriPeu me chaut, rien ne me cuid » (Peu m'importe, rien ne me dit) |
| Blason de Saint-Laurent-du-Maroni | Détails | Le statut officiel du blason reste à déterminer. |

#### Personnalités
- Clarisse Da Silva, de son nom d'artiste Taulewali, artiste peintre et porte-parole politique kali'na.
- Sweet Way, duo musical, zouk